# ウエスタン・サルーン

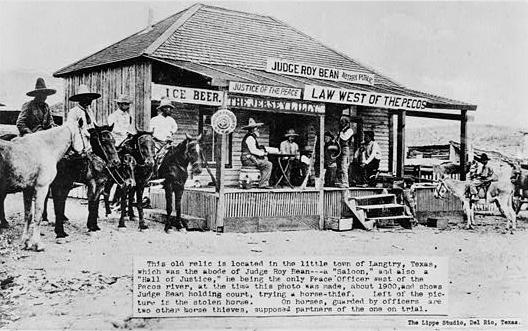
ジャッジ・ロイ・ビーンのサルーン「Jersey Lilly」。テキサス州ラングトリー。1900年頃

ウエスタン・サルーン（Western Saloon）ないしサルーンは、開拓時代のアメリカ西部に特有のバーである。

## 歴史
最初のサルーンは、1822年、ワイオミングのブラウンズホール（Brown's Hole）で、猟師を客として狙い開業した。
1850年代後半になると、サルーンという言葉は酒や食事を注文出来て宿泊もできる便利な施設として住所録に登場した。カウボーイ、兵士、砂金掘り、鉱夫、ギャンブラーも客となり、1880年頃にサルーンは最盛期を迎えた。
例えば、カンザス州レブンワースには、「約150軒ものサルーンと4軒の卸酒屋があった」。
1880年代前半に、サルーンと醸造所の関係が緊密化した。サルーンの数が過剰になる中、醸造所は自らサルーンを経営するイギリスの「特約酒場」のシステムを導入し始めた。醸造所は多くの店舗、特に理想的な角地にある店舗を購入した。調度だけでなくビリヤード台やボウリングのレーンといった娯楽設備を付けて、サルーンの経営を希望する者に店舗を賃貸した。シュリッツ醸造所などいくつかの醸造所では客を呼び寄せ、自社のビール宣伝の為凝ったサルーンを造った。
法律も醸造所が経営するサルーンが増加する一因となった。シカゴの市議会は、酒場対策で強化が必要になった警察に支出するため、1883年から1885年の間に、サルーンの免許料を50ドルから500ドルに引き上げた。しかし零細のオーナーで、そのような金額を支払う余裕がある者は少なかった。
政治家も、仕事柄、地元のサルーンに頻繁に通った。読み書き能力が劣る人々にとってサルーンは、仕事や住まいに関する情報の交換に重要な場所であり、経験豊かな政治家は、それらの人々を自分の票田にすることができた。工場地区では、サルーンは給与支払小切手を換金する場所であるとともに、職業紹介所や組合の集会所になった。サルーンは年を追うごとに街における存在感を増していったのである。

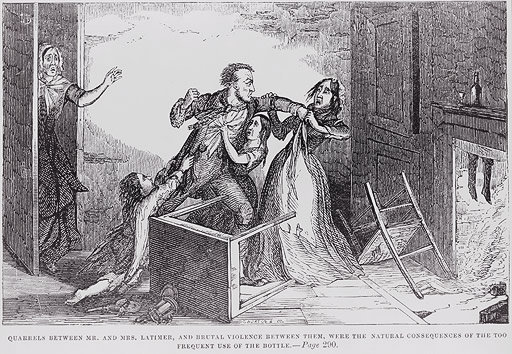
酔っ払いが女房を殴る姿を描いた禁酒運動の絵

これに対して、1893年に反サルーン連盟（Anti-Saloon League）がサルーン反対運動を始めた。連盟は、1895年には全国組織となり、以前から活動していたキリスト教婦人禁酒同盟や禁酒党を追い抜き、アメリカにおける最も強力な禁酒勢力に成長した。連盟は、蒸留酒やビール、ワインの製造や輸入を禁止する法律の制定に向けて、政府の全階層に対してロビー活動を行った。牧師たちは、1906年に連盟の支部が、ユマ、ツーソン、フェニックスに誕生した後、アリゾナ州のサルーンを閉鎖する努力を開始した。連盟のメンバーは、サルーンが閉店時間を違反したり、女性や未成年者にサービスしたという理由で、サルーンの営業免許を取り上げるよう地元の警察に圧力をかけ、かつ、これらの違反を証言する証人を準備した。禁酒運動は、1920年に、合衆国憲法修正第18条が可決され、憲法上、全国的に禁酒となったことで大勝利したが、禁酒法は1933年に廃止され完全に敗北した。
伝統的なサルーンは、禁酒法ができるはるか昔に衰退していた。自動車が街から郊外に客を奪い去り、映画を見せるニッケルオデオンも、娯楽の座を争った。平日の禁酒を求める雇い主も増え、保健所も、酒を売りやすくするために提供されるフリーランチに関する規制を定めた。しまいには、第一次世界大戦時に、敵対国ドイツに関係ありそうなものが全て攻撃対象となっただけでなく、ドイツ系が多い醸造業種までも一時禁止になった。

### フリーランチ
フリーランチは、客を引き寄せるために無料の食事を提供して、収益を他のサービスから稼ぐ販売手法である。1870年代から1920年代の文献に登場し始めるが、アメリカ各地のサルーンで一般的な慣習になった。これらの店は、最低1杯の飲物の購入で「無料の」食事を出したが、塩辛いだけの粗末なものもあればとても手の込んだものもあった。これらのフリーランチは、通常、飲物1杯の値段より高い価値があった。
サルーンの経営者は、客が食べすぎの喉を潤すために2杯以上飲み物を頼み、また後日再び客になることを期待していたのである。

## 形態
サルーンの形態は、できた時期と場所により様々である。街が発展するにつれ、サルーンはより豪華になった。バーテンダーは、外見と、飲物を注ぐ能力を自慢した。初期のサルーンや僻地のサルーンは、最低限の家具だけで、ほとんど装飾もない粗野な雰囲気であった。
そうした建物では、冬の間、薪ストーブで暖を取った。
入口の「スイングドア」は、バネがついて両方へ開く、胸からひざの高さまでのドアであり、典型的なサルーンの特徴の1つであった。
西へ向かう旅行者で、その馬車から酒を売った者もいた。そして、「芝（ソッド・ハウス）や古い帆船の船体」といった手元にある材料で建てたり、「丘の側面を深く掘った」だけのサルーンもあった。
町が発展すると、多くのホテルにサルーンが併設され、また、手すりが有名だったオレゴン州ダマスカスのバーロウ・トレイル・サルーン（Barlow Trail Saloon）のような独立経営のサルーンができた。
サルーンの形態は、民族により特徴があった。
アイルランド系は、酒はウィスキーで、女性は裏口でしかサービスを受けられない、立ち飲みのバーを好んだ。
ドイツ系のサルーンは、より照明が明るく、テーブルにレストランの料理とビールを並べる雰囲気を出していて、より家族客向けであった。
ドイツ系は、日曜営業や郊外の住民のためのビアガーデン営業に関して、しばしば禁酒運動と争った。
他の民族は、サイドボードに郷土料理を並べ、スカンディナヴィア系やユダヤ系、ギリシャ系、イタリア系のグループは、落ち着ける社交クラブを好み、人前で飲酒することは少なかった。

## 娯楽

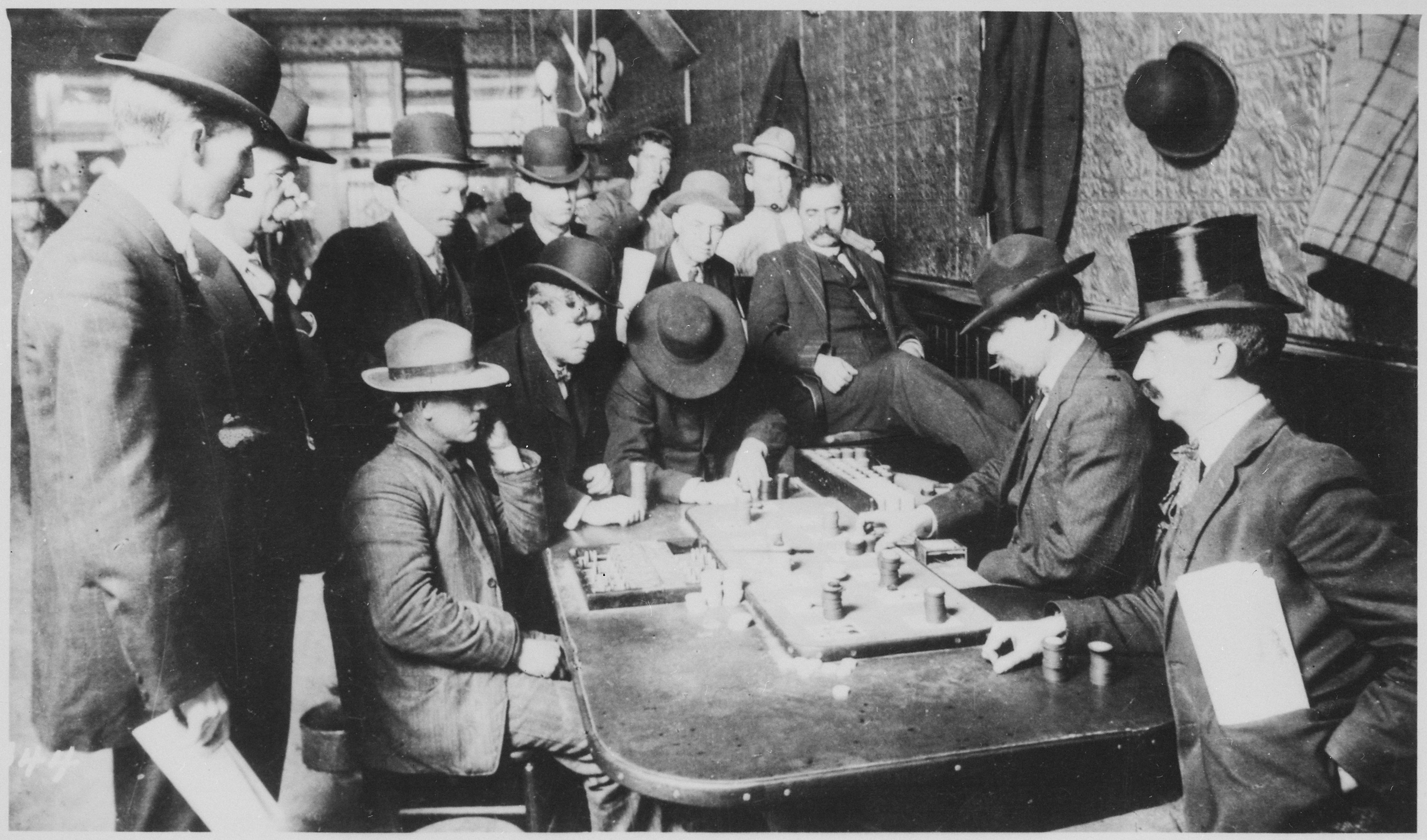
アリゾナ州ビスビーのオリエント・サルーンでの賭博風景、1900年頃。C.S.フライ撮影。

サルーンには踊り子がおり、うち何人かは、臨時もしくは常に売春婦も務めていた。多くのサルーンでは、ファロ、ポーカー、ブラグ、3カードモンテ、サイコロ賭博が行われた。サルーンが繁盛して競争が激化すると、ビリヤード、ダーツ、ボウリングなど、ゲームの種類が増えた。そのほか、ピアノの演奏、フレンチカンカン、小寸劇が演じられたサルーンもあった。こうした娯楽は、現在、カンザス州ドッジシティにあるロングブランチ・サルーン（Long Branch Saloon）のロングブランチ・バラエティショー（Long Branch Variety Show）で再現されている。

### 酒
誕生して間もない街にできた最初のサルーンは、しばしば、テントや掘っ建て小屋でしかなく、原料が「純アルコールにカラメル、噛みタバコ」という自家製ウイスキーを出していた。
ニセ酒（Rotgut）
サルーンの経営者は、利益を増やすため、テレビン油やアンモニア、火薬、カイエンペッパーで良質のウイスキーを薄めていた。それらの特製酒は、「Tanglefoot」「Forty-Rod」「Tarantula Juice」「Taos Lightning」「Red Eye」「Coffin Varnish」といった名前で呼ばれた。その他、テキーラとペヨーテ茶を混ぜたカクタス・ワイン（Cactus Wine）や、ウィスキーとブラックベリー酒から造ったミュール・スキナー（Mule Skinner）も出された。サルーンは、「watering trough（飼槽）」「bughouse（精神病院）」「shebang（賭博場）」「cantina（酒場）」「grogshop（居酒屋）」「gin mill（酒場）」としても知られていた。
街が発展するにつれ、サルーンは意匠を凝らした作りになり、ボヘミアングラスを出し、壁には油絵が飾られた。酒の品質も良くなり、アメリカ東部やヨーロッパから運ばれたウィスキーが売り物になった。ニセ酒を避けるために、客は「変わった」カクテルを注文した。1881年には、クラレット・サンガリーやシャンパン・フリップといったカクテルが、上位10種の酒の中に名を連ねた。
ビール
大半のサルーンには冷蔵設備がなかったので、ビールはたいてい室温で出された。1880年に、アドルファス・ブッシュが、自分のバドワイザーブランドに冷蔵および低温殺菌法を導入した。
いくつかのサルーンでは、店内の棚に置かれた小さい樽で、ビールを保存していた。
ビールを自家醸造したサルーンもあった。

## 著名なサルーン

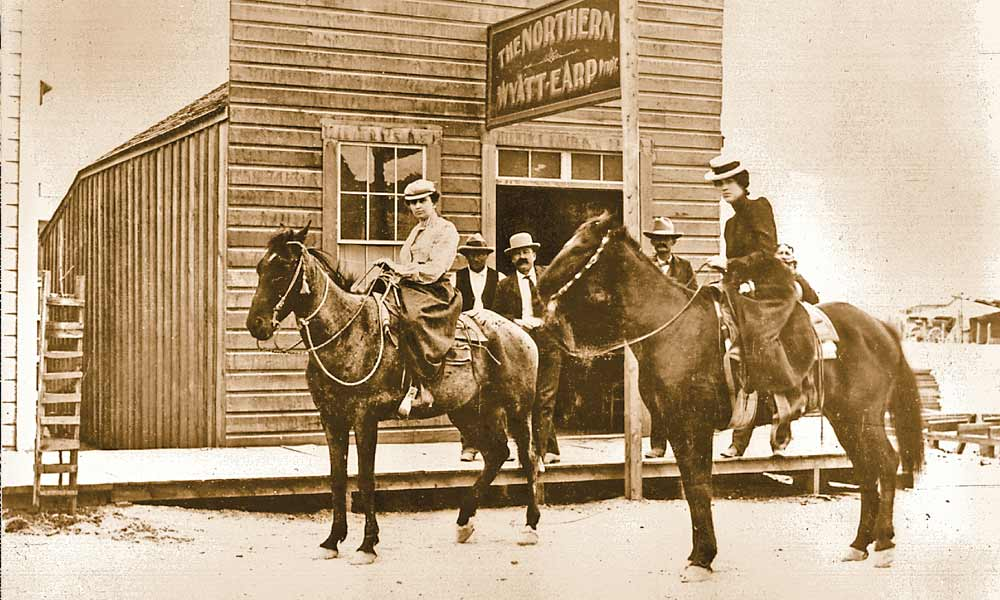
ネバダ州トノパーにあった、ワイアット・アープのNorthern saloon。1902年頃。左側の馬上の女性はおそらくジョセフィーン・アープ。

有名なサルーンには、モンタナ州マイルズシティのファースト・チャンス・サルーン（First Chance Saloon）や、
カンザス州アビリーンのブルズ・ヘッド（Bull's Head）、
コロラド州エルドラのアーケード・サルーン（Arcade Saloon）、
コロラド州クリードのホーリー・モーゼズ（Holy Moses、聖モーゼ）、
カンザス州ドッジシティのロング・ブランチ・サルーン（Long Branch Saloon）、
アリゾナ州トゥームストーンのバードケージ・シアター、
ネバダ州バージニアシティのバケット・オブ・ブラッド・サルーン（Bucket of Blood Saloon）、
テキサス州ラングトリーのジャージー・リリー（Jersey Lilly）がある。
これらの店の多くは、週7日、1日24時間営業していた。

### ブルズ・ヘッド
アメリカ西部の逸話の中でも有名な事件が、サルーンで発生している。その1つが、カンザス州アビリーンのブルズ・ヘッドで起こった事件である。居酒屋のオーナー、フィル・コーが、居酒屋の壁にペニスを勃起させた雄牛の絵を描いて、街の住民を怒らせたとき、保安官のワイルド・ビル・ヒコックは、その絵を消さないなら店を焼き払うと脅迫した。そして、その作業する者を雇ったため、コーは怒った。2人は敵同士になり、後日の口論の際に、ワイルド・ビル・ヒコックはコーを殺害した。
ワイルド・ビルは、保安官、ガンマン、ギャンブラーであったが、1876年8月2日、サウスダコタ州デッドウッドのサルーンNo.10でトランプをプレイ中に、ジャック・マコールに後頭部を撃たれて殺された。そのときの彼の手札－言い伝えでは、Aのペアと8のペア－は、「デッドマンズ・ハンド」と呼ばれるようになる。

### ワイアット・アープのサルーン
元保安官であり、ファロのディーラー、ギャンブラーであるワイアット・アープは、サルーンで働いたり、個人または共同でサルーンを経営した。彼と兄弟2人は、1879年12月1日、アリゾナ州トゥームストーンに行き、そして、1881年1月、オリエンタル・サルーン（Oriental Saloon）のオーナー、ルー・リッカボウ（Lou Rickabaugh）から、マネージャー兼用心棒として働くのと引きかえに、オリエンタル・サルーンにおけるファロの権益の4分の1を得た:41。
ワイアットは、オリエンタル・サルーンでファロ賭博を行う手伝いをしてもらうため、友人であり、保安官かつギャンブラーであるバット・マスターソンをトゥームストーンに招いた。1884年、ワイアットと妻・ジョセフィーン、弟・ウォーレン、兄・ジェームズとその妻・ベッシー・アープは、トゥームストーンを去り、別のブームタウンである、イーグルへ行った。ワイアットは、マレイ・イーグル（Murray-Eagle）採掘区で、金を探した。そして彼らは、サーカスのテントの中に、ホワイト・エレファント（White Elephant）という名のサルーンを開いた。
地元の新聞は、男たちに「象を見に来る」ことを勧める広告を出した。
1885年には、ワイアットとジョセフィーンは、鉄道開通間近で不動産ブームが進行中であったサンディエゴへ移り、約4年間そこに留まった。ワイアットは、急騰していたサンディエゴの不動産に投資した。
1887年から1896年頃までの間に、彼はサルーン兼賭博場を3軒買った。1つは4番街、他2つは、6番街とE番街の近くにあり、いずれも街の「立派な」場所にあった。
そこでは、ファロ、ブラックジャック、ポーカー、キノと、ペドロやモンテのようなビクトリア風のゲームを含む、21種類のゲームがプレイされた。
ワイアットは、ブームの頂点では、一晩で最高1,000ドルを稼いだ。
また、ワイアットは、5番街のルイス銀行（Louis Bank of Commerce）にあった、オイスターバー（Oyster Bar）を特に好み、経営していた:71。
1897年秋、ワイアットとジョセフィーンは、アラスカのゴールドラッシュに加わり、アラスカ準州ノームへ向かった。ノームでワイアットは、1899年の夏の間、食堂を営んだ。そして9月には、チャールズ・エリズワース・ホクシーと共同で、ノーム最初の二階建て木造建物で、最大かつ最も豪華なサルーンである、デクスター・サルーン（Dexter Saloon）を開業した。
この建物は、床が70 by 30フィート (21.3 m × 9.1 m)、天井までの高さが12フィート (3.7 m)と広かったので、様々な目的で使われた。
ワイアットとジョセフィーンは、約80,000ドルを稼いで、1901年にカリフォルニアに戻った。1902年2月、彼らは、金が発見されブームが続いていた、ネバダ州トノパーへ行った。ワイアットは、トノパーでノーザン・サルーン（Northern Saloon）を開き、J.F.エミット連邦保安官の下で、連邦保安官代理となった。
そしてサルーンとギャンブル、鉱山の権益で、一稼ぎした。

## ギャラリー

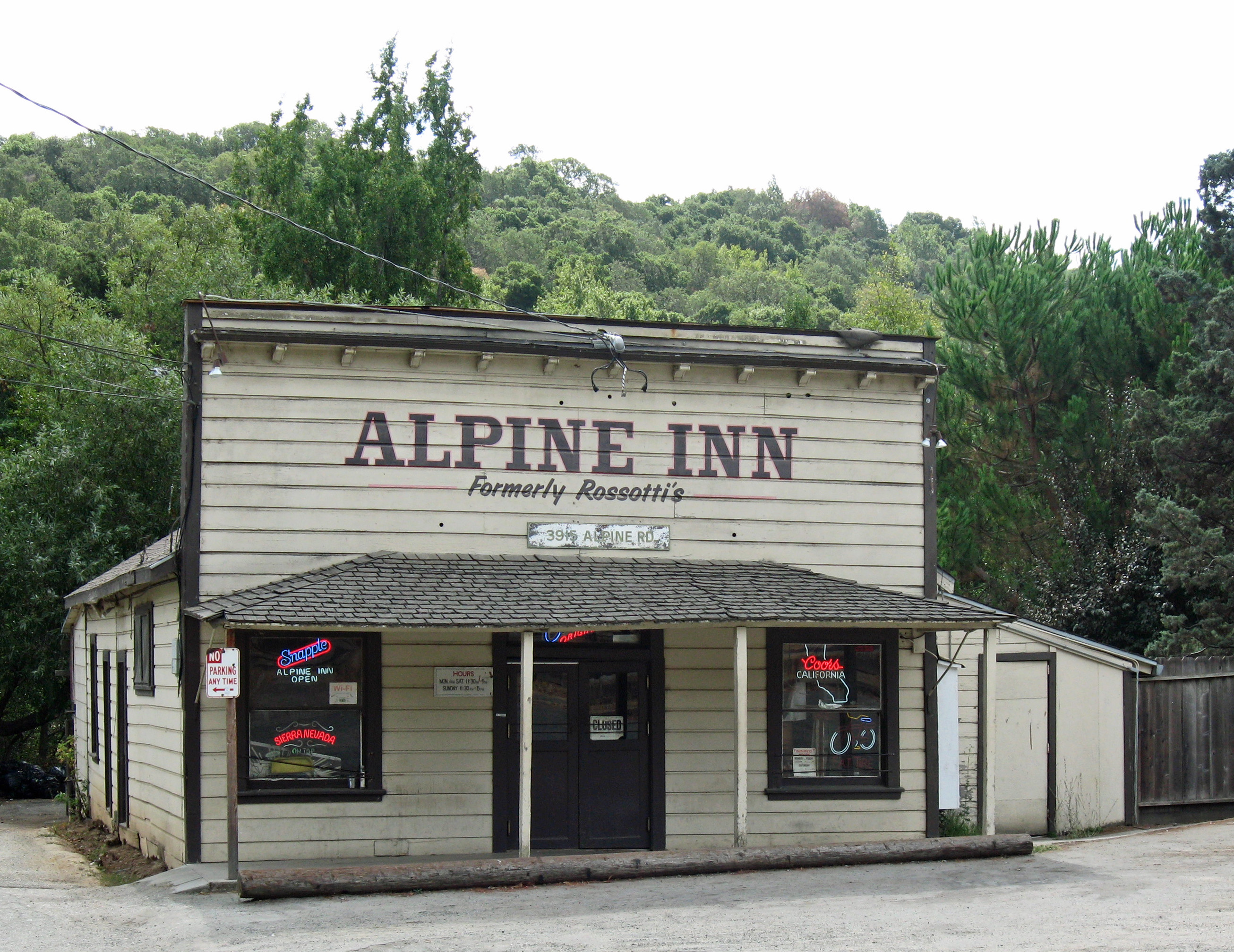
Alpine Inn、元・Rossotti's Saloon、カリフォルニア州ポートラ・バレー（英語版）。1850年建築。
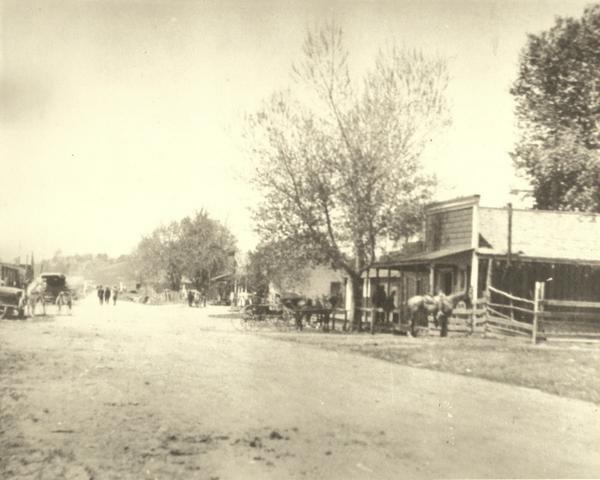
Pozo Saloon（右側の建物）、カリフォルニア州ポゾ（英語版）。1858年建築。
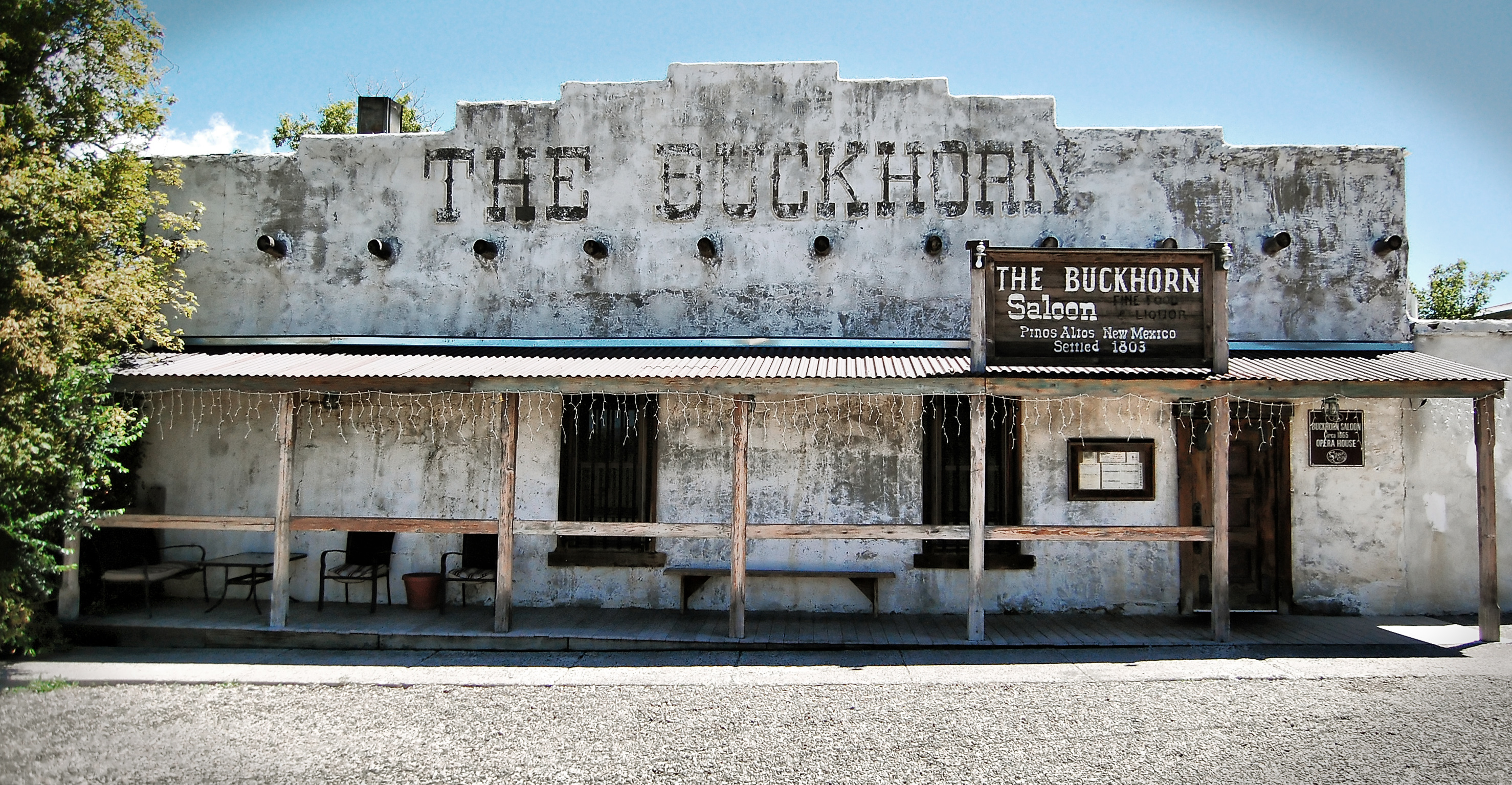
Buckhorn Saloon、ニューメキシコ州ピノスアルトス（英語版）。1860年頃建築。
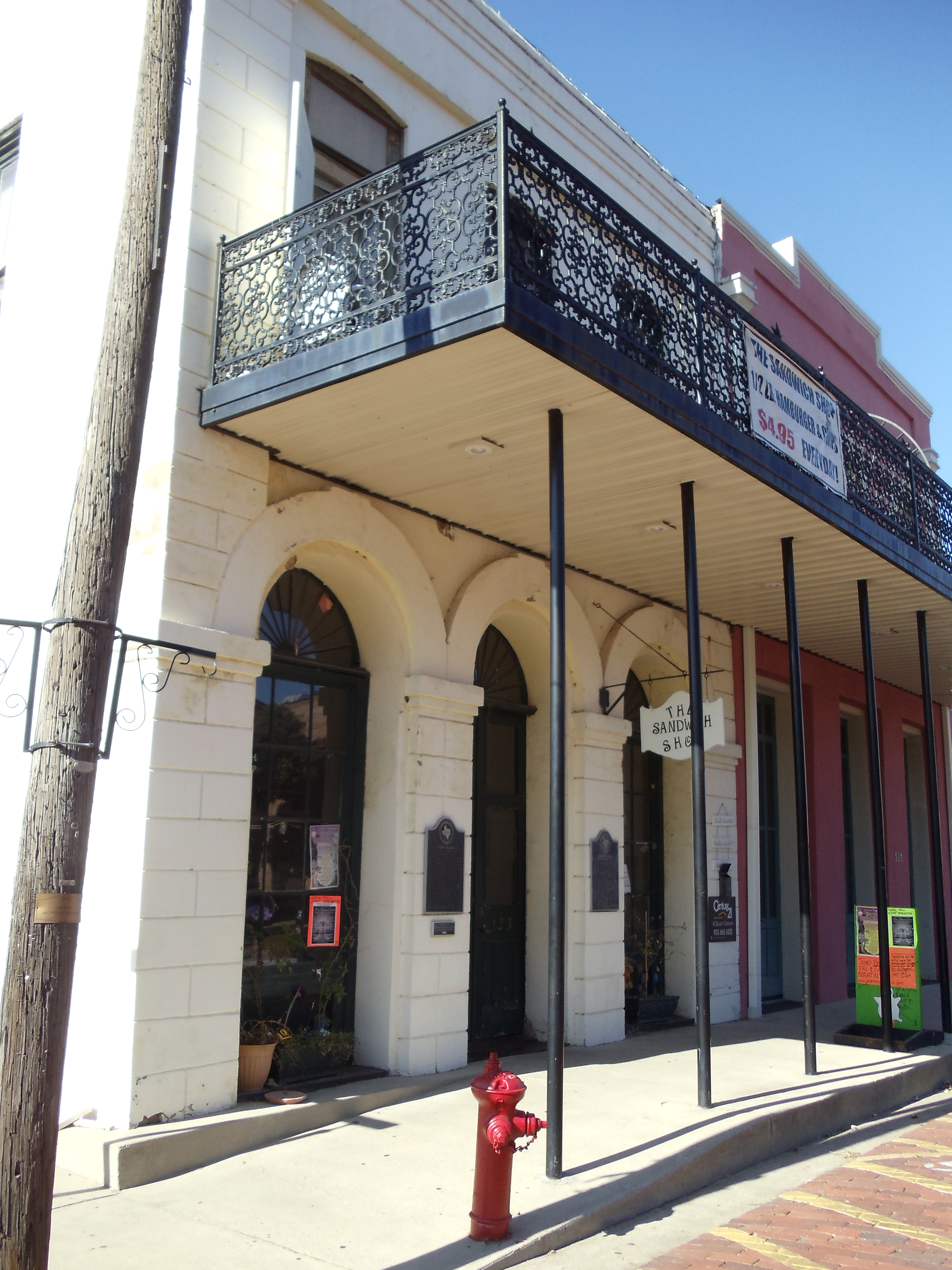
Kahn Saloon、テキサス州ジェファーソン（英語版）。1865年建築。
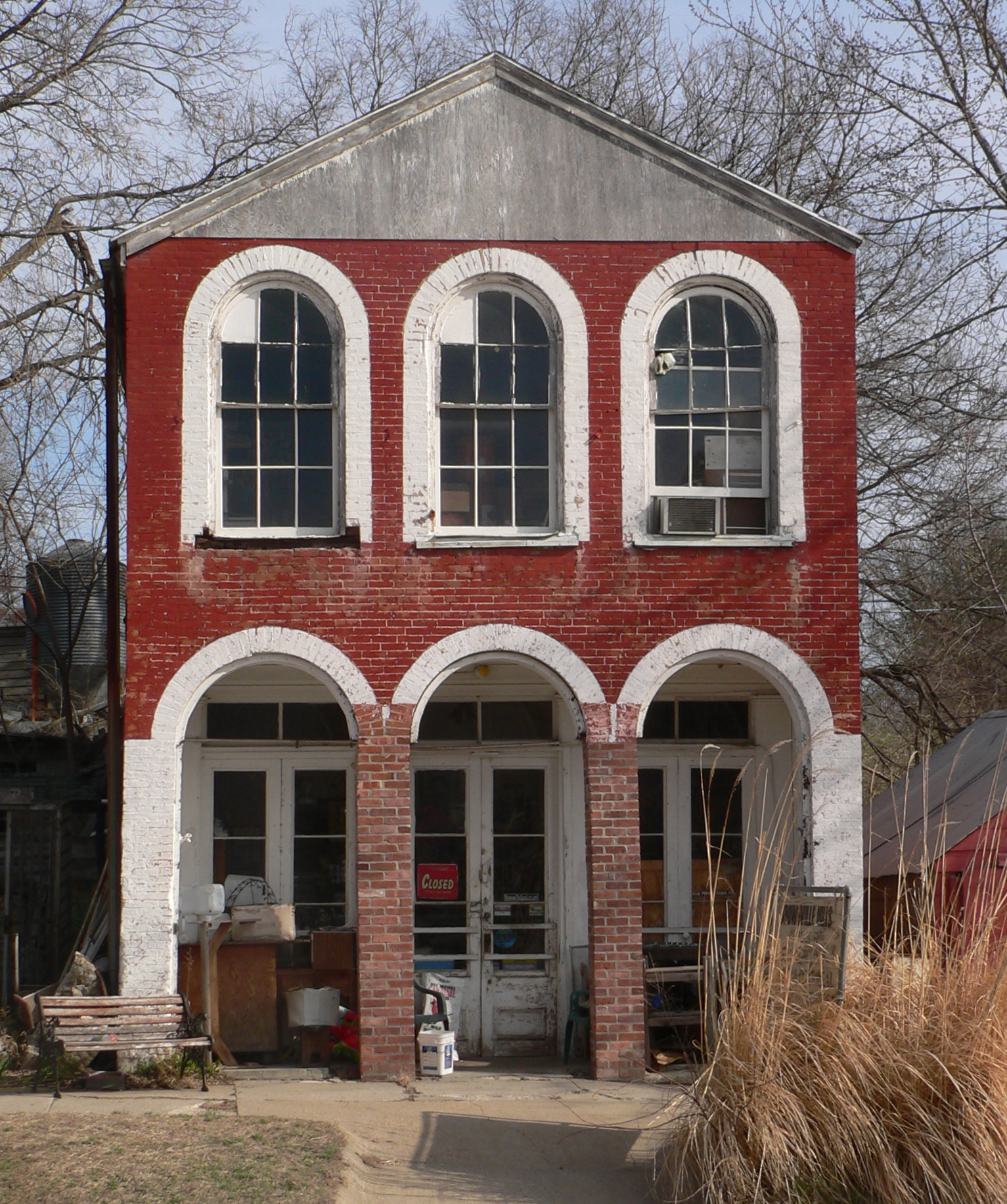
Lone Tree Saloon、ネブラスカ州ブラウンビル（英語版）。1868年頃建築。
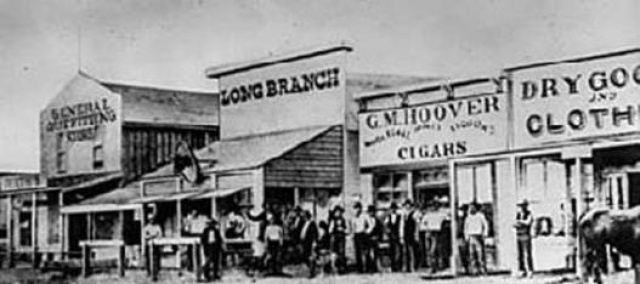
Long Branch Saloon、カンザス州 ドッジシティ。1874年頃建築。
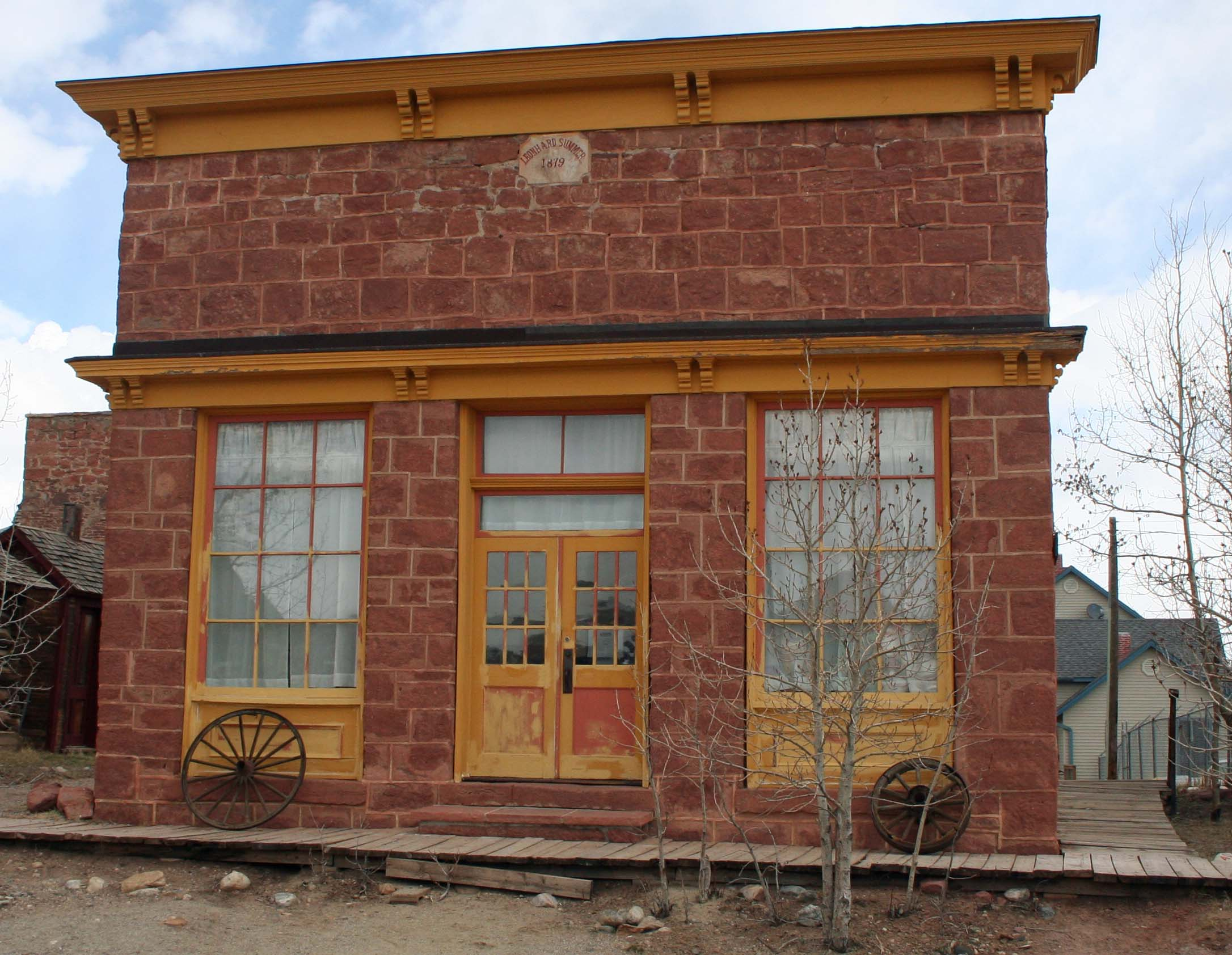
Summer Saloon、コロラド州フェアプレー。1879年建築。
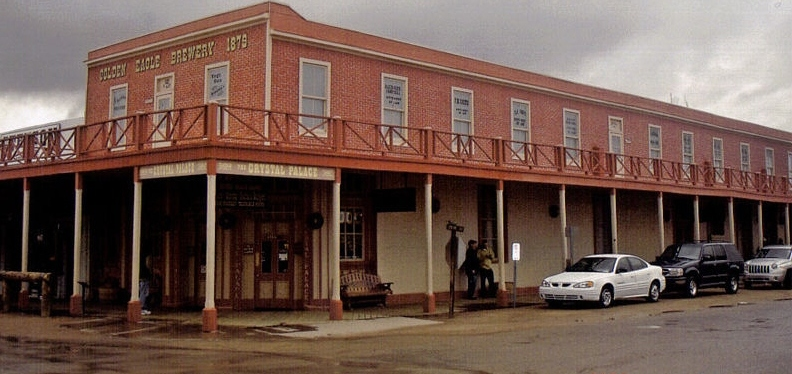
Crystal Palaceの側面
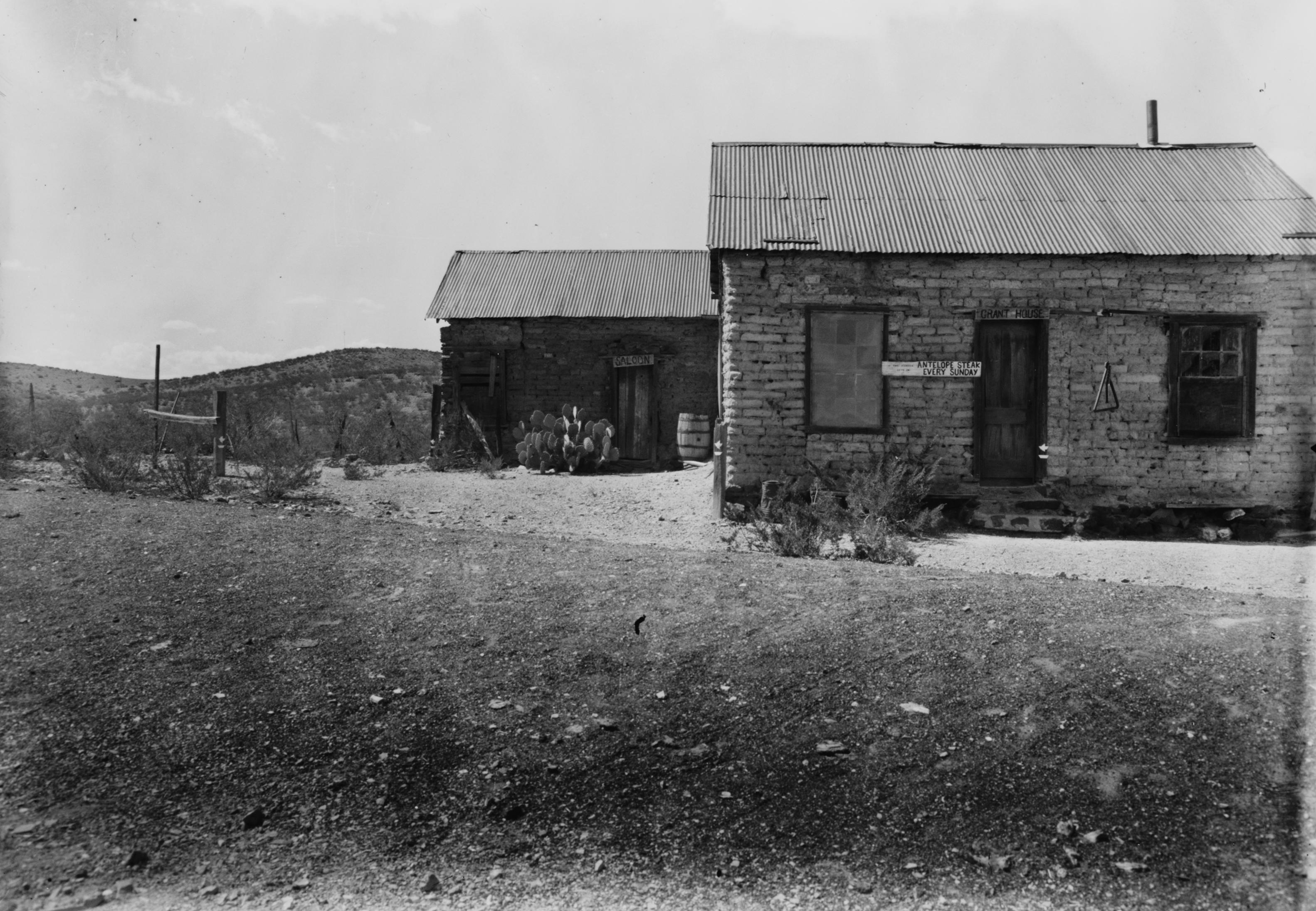
ニューメキシコ州シェークスピア（英語版）のサルーン（左側の建物）。1880年頃建築。
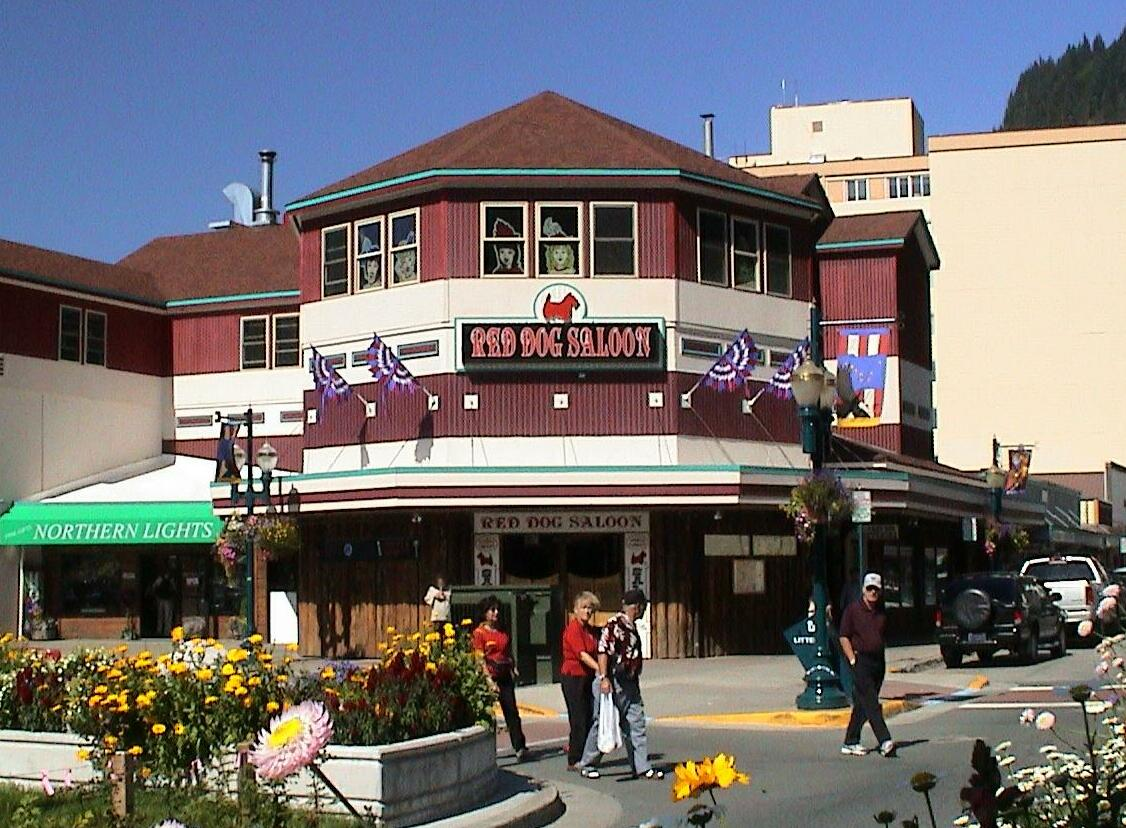
Red Dog Saloon 、アラスカ州ジュノー。1881年頃建築。
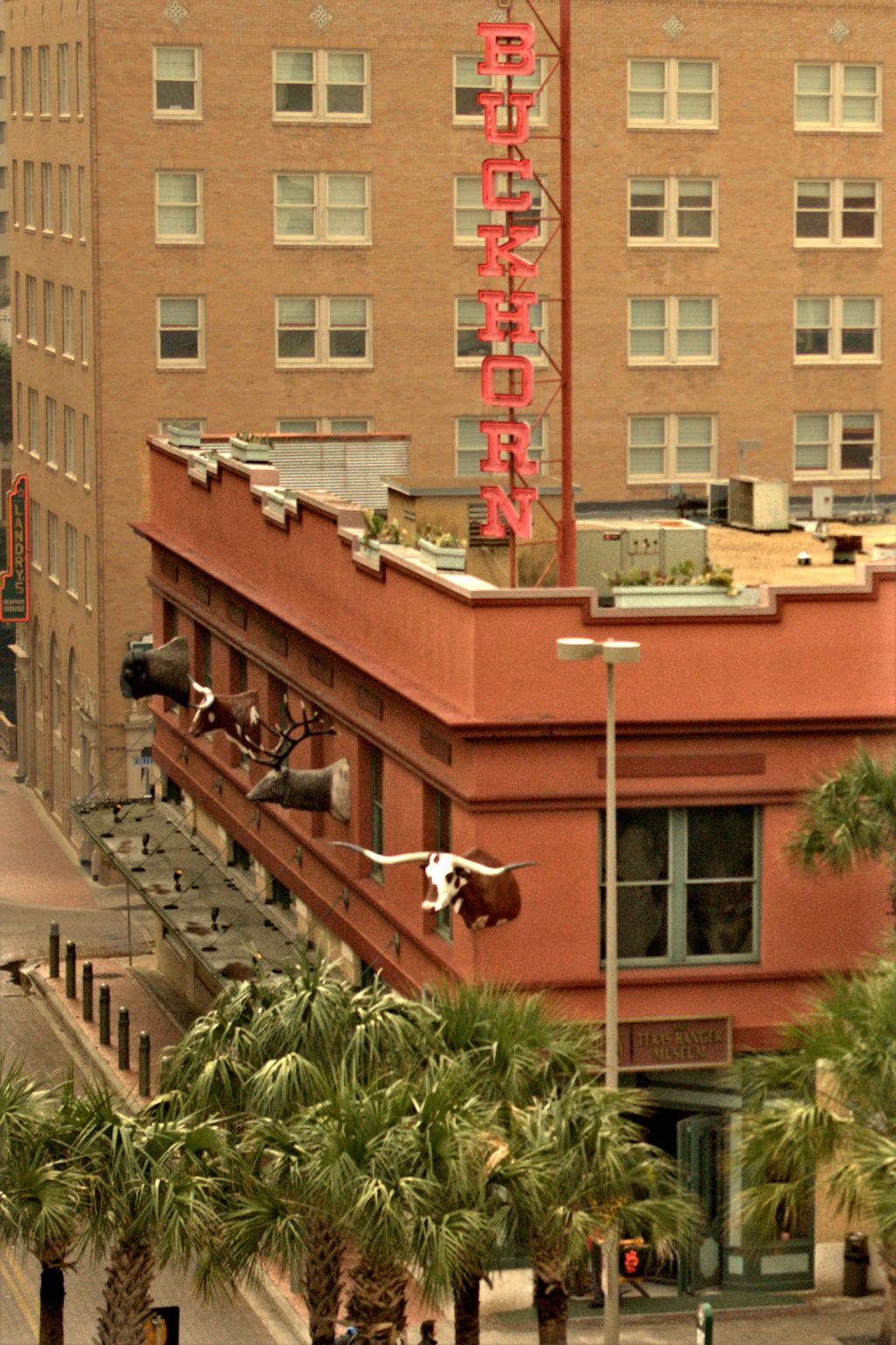
Buckhorn Saloon & Museum、テキサス州サンアントニオ。1881年頃建築。
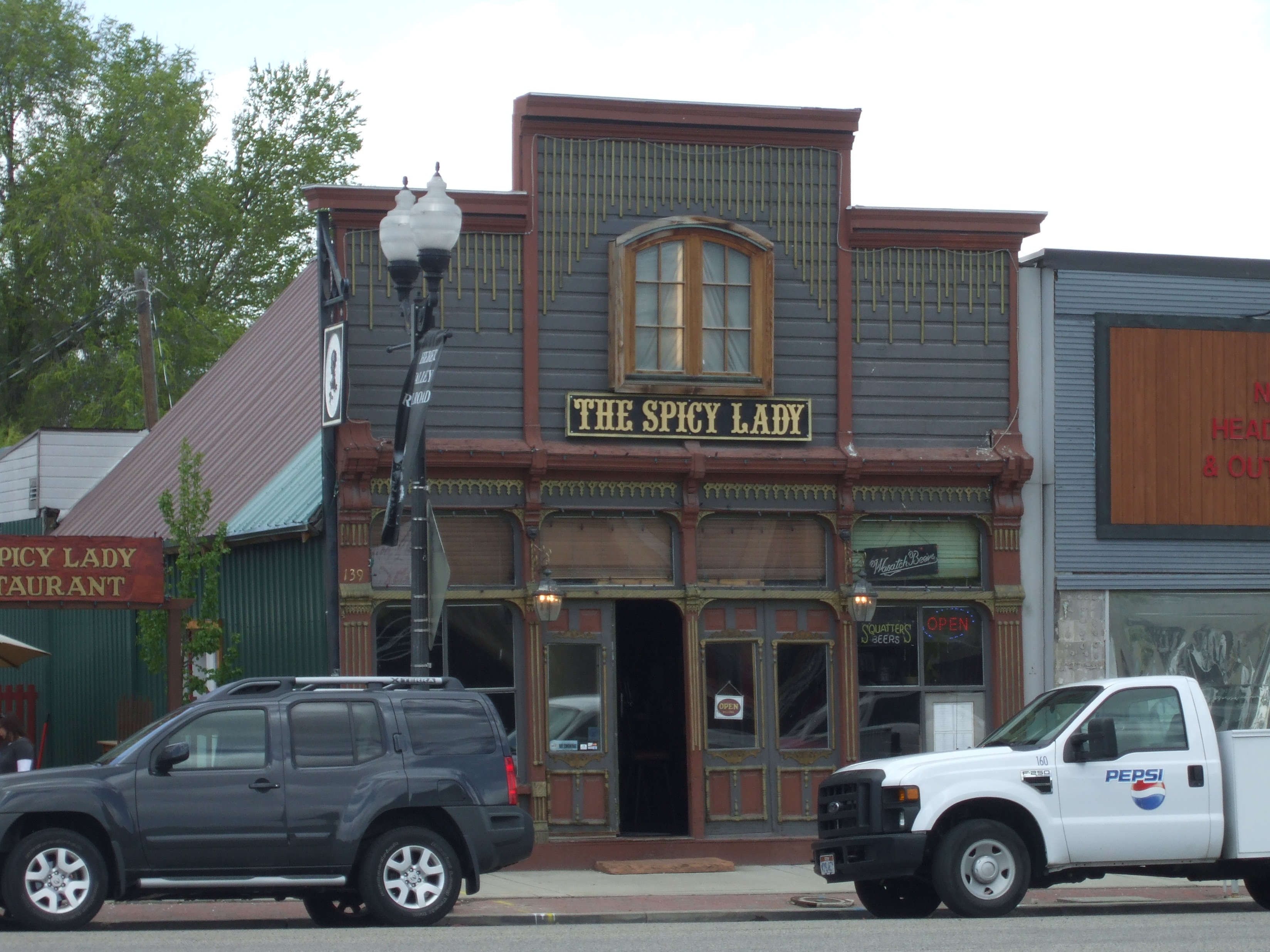
Spicy Lady、元・Wasatch Saloon、ユタ州ハーバーシティ。1881年建築。
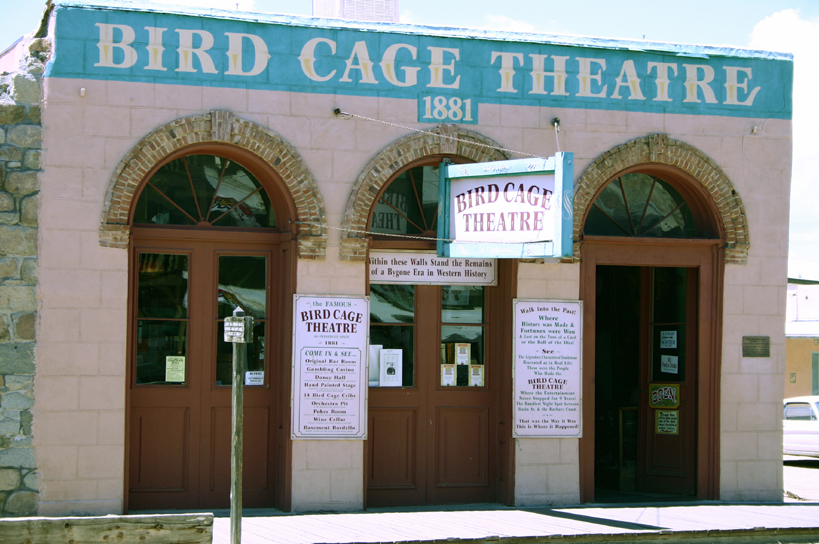
Bird Cage Theatre、アリゾナ州トゥームストーン。1881年建築。
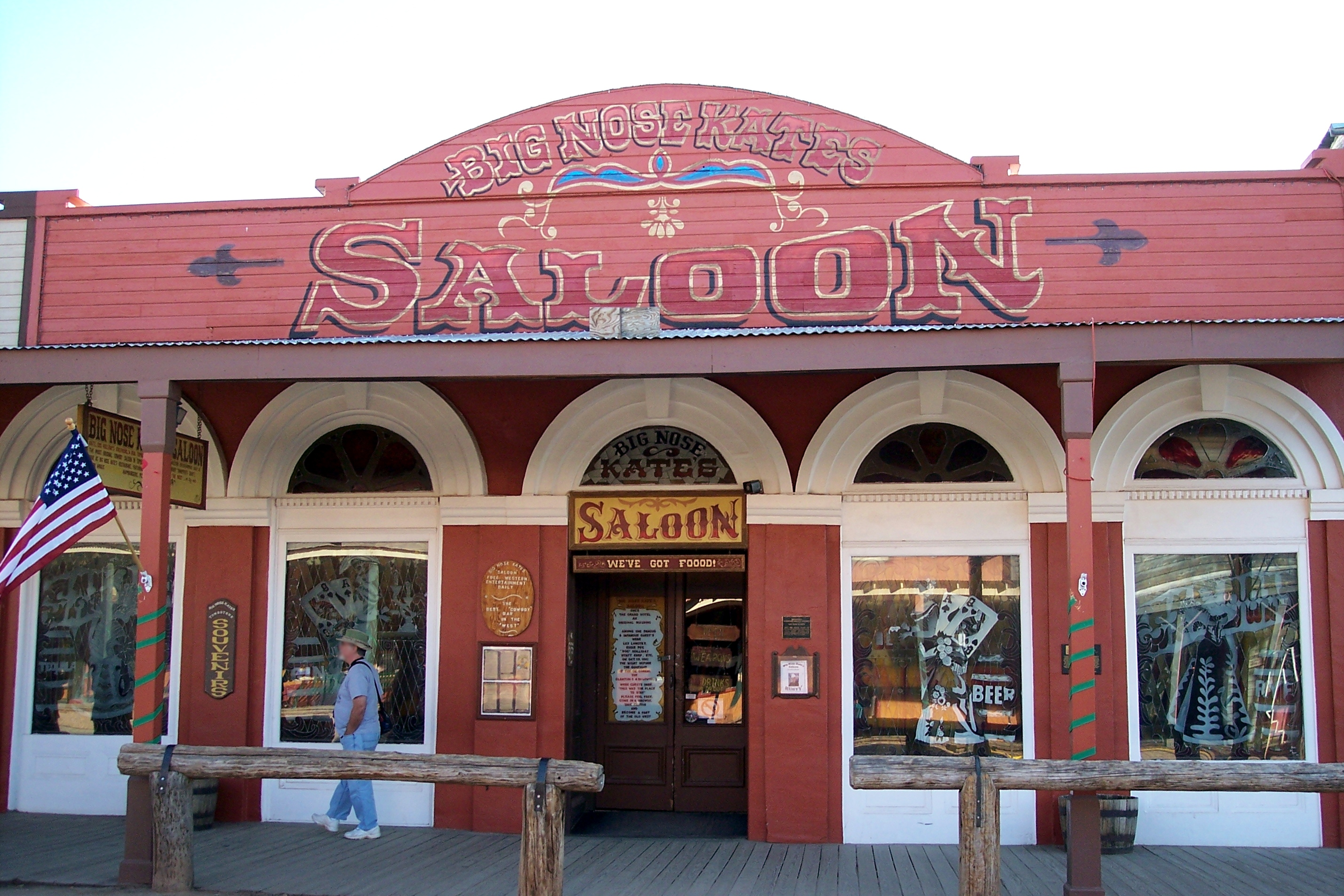
Big Nose Kateのサルーン、元・Grand Hotel、アリゾナ州トゥームストーン。1881年建築。
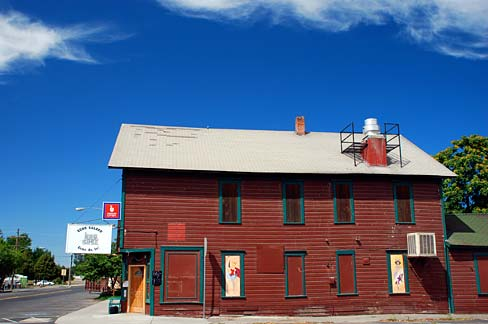
Echo Saloon、オレゴン州エコー（英語版）。1883年頃建築。
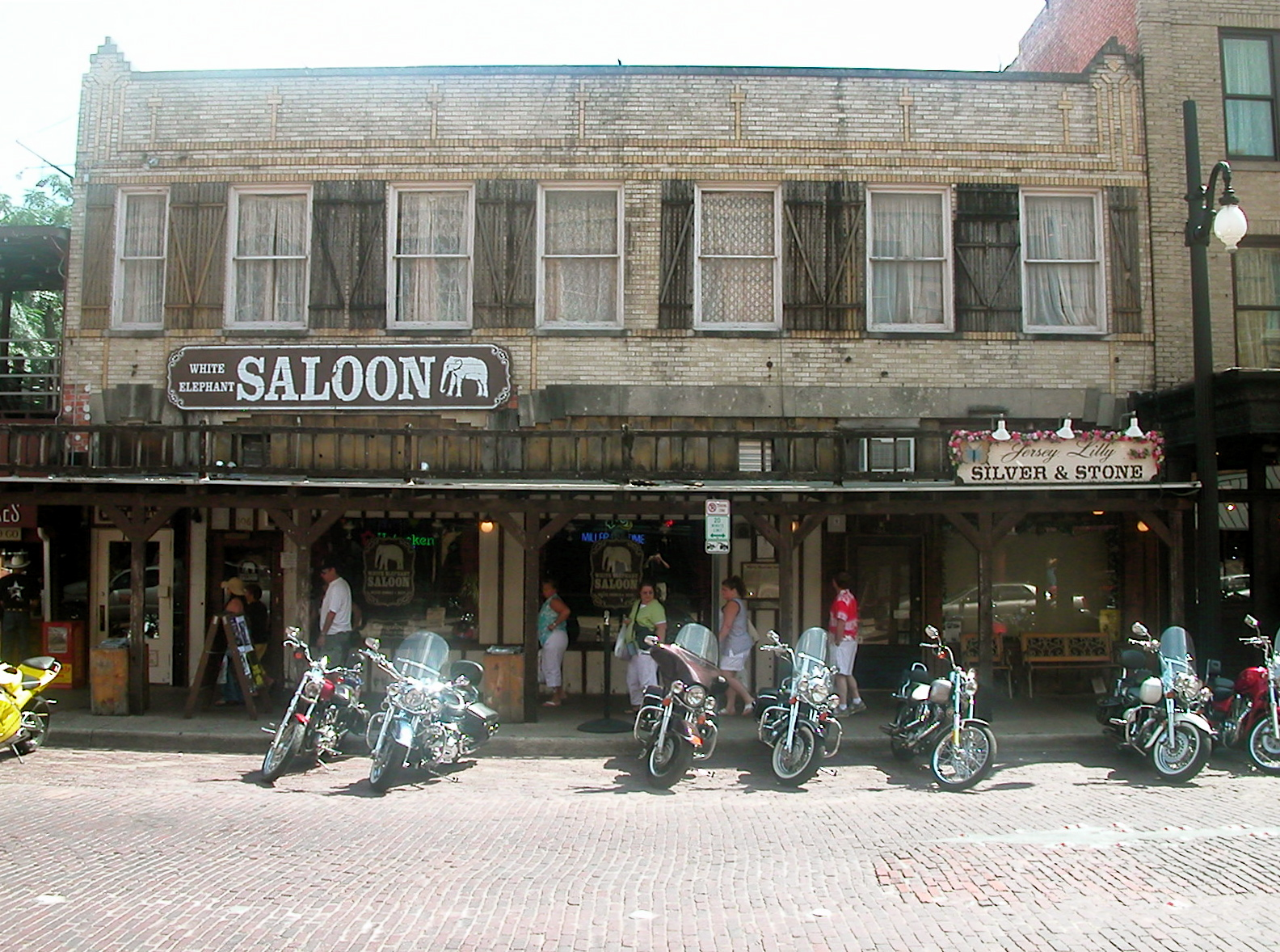
White Elephant Saloon 、テキサス州 フォートワース。1884年建築。
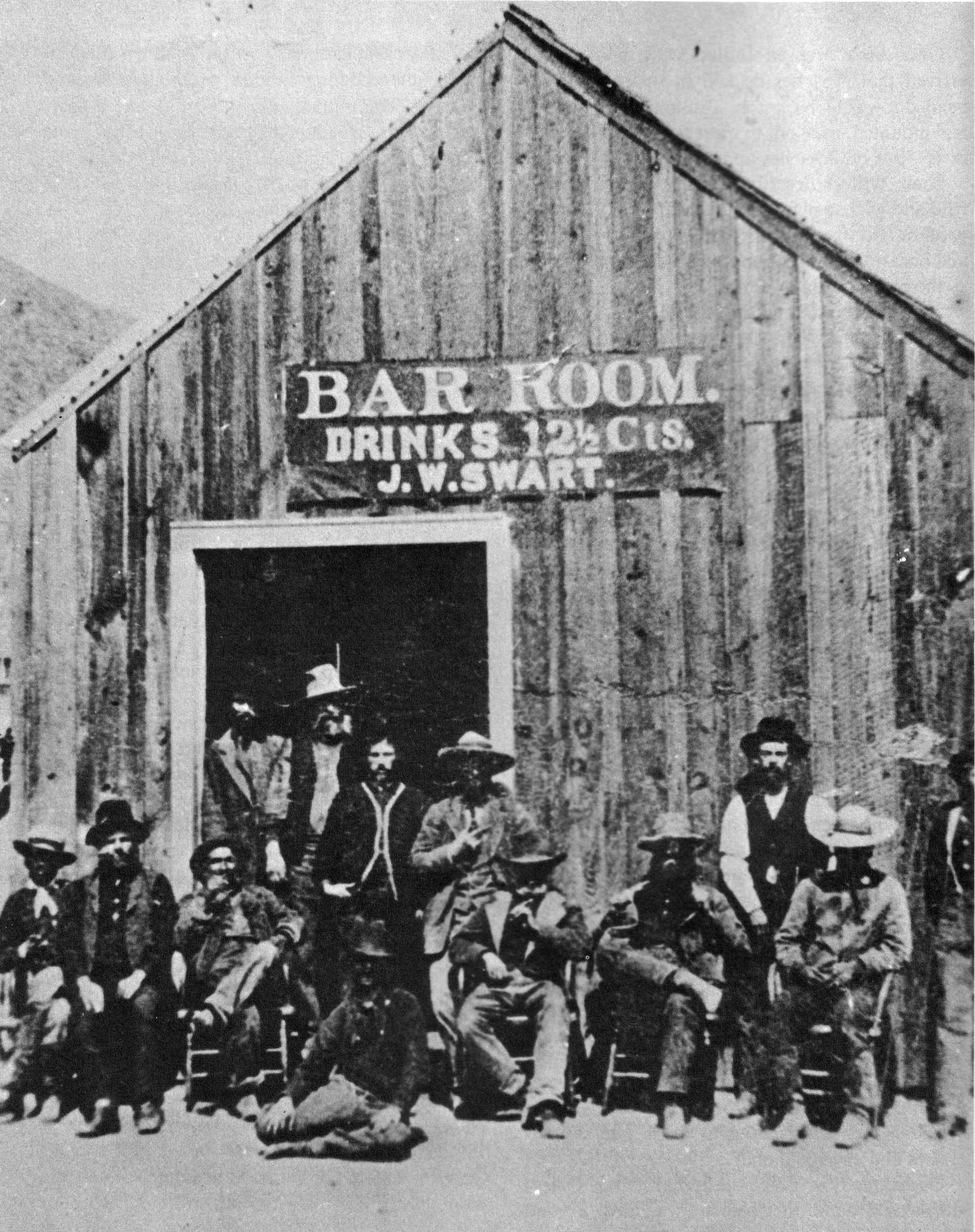
1885年のバー、アリゾナ州チャールストン（英語版）。
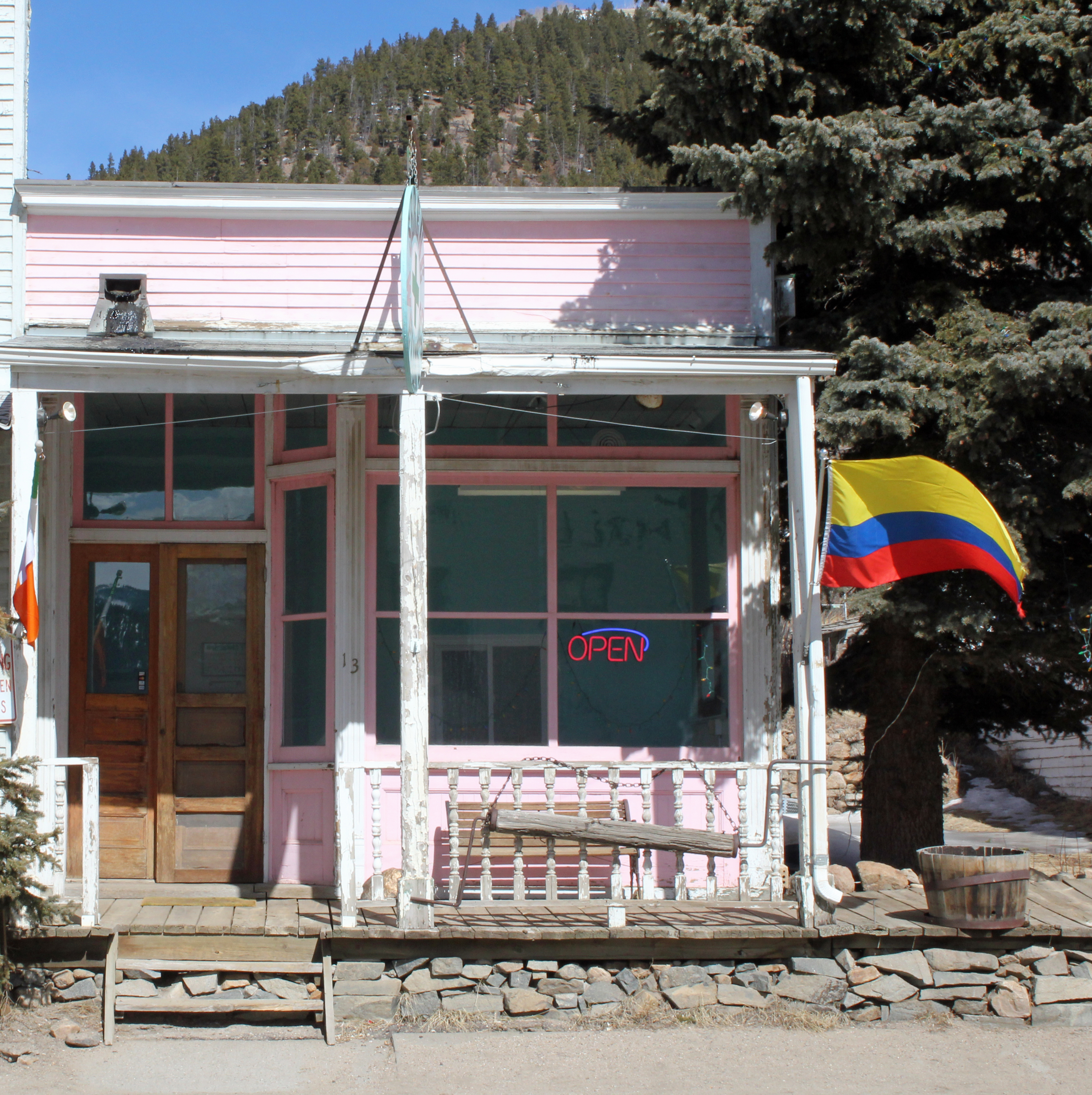
Mint Saloon、コロラド州エンパイア（英語版）。1885年頃建築。
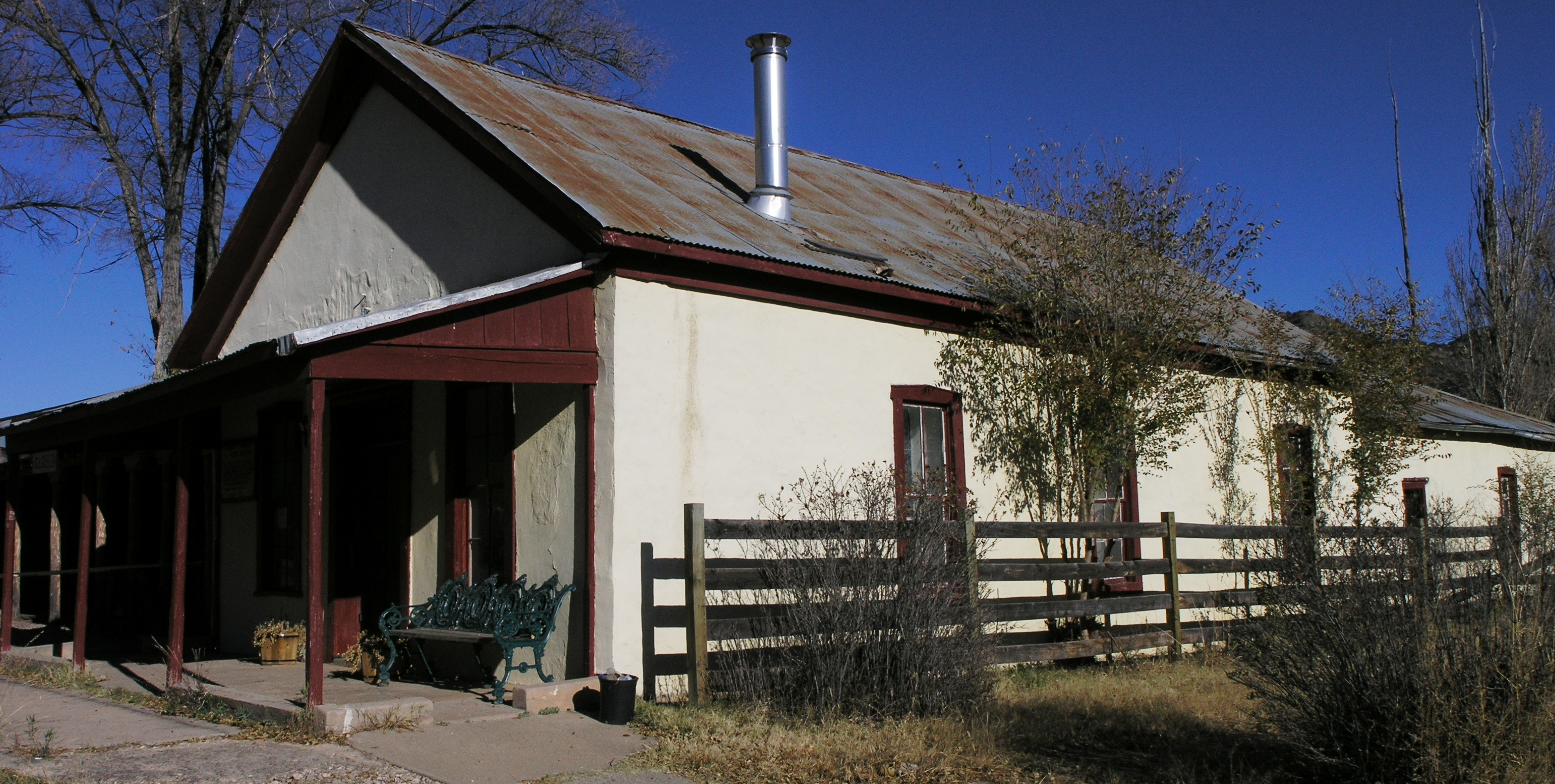
Curry Saloon 、ニューメキシコ州リンカーン（英語版）。1887年建築。
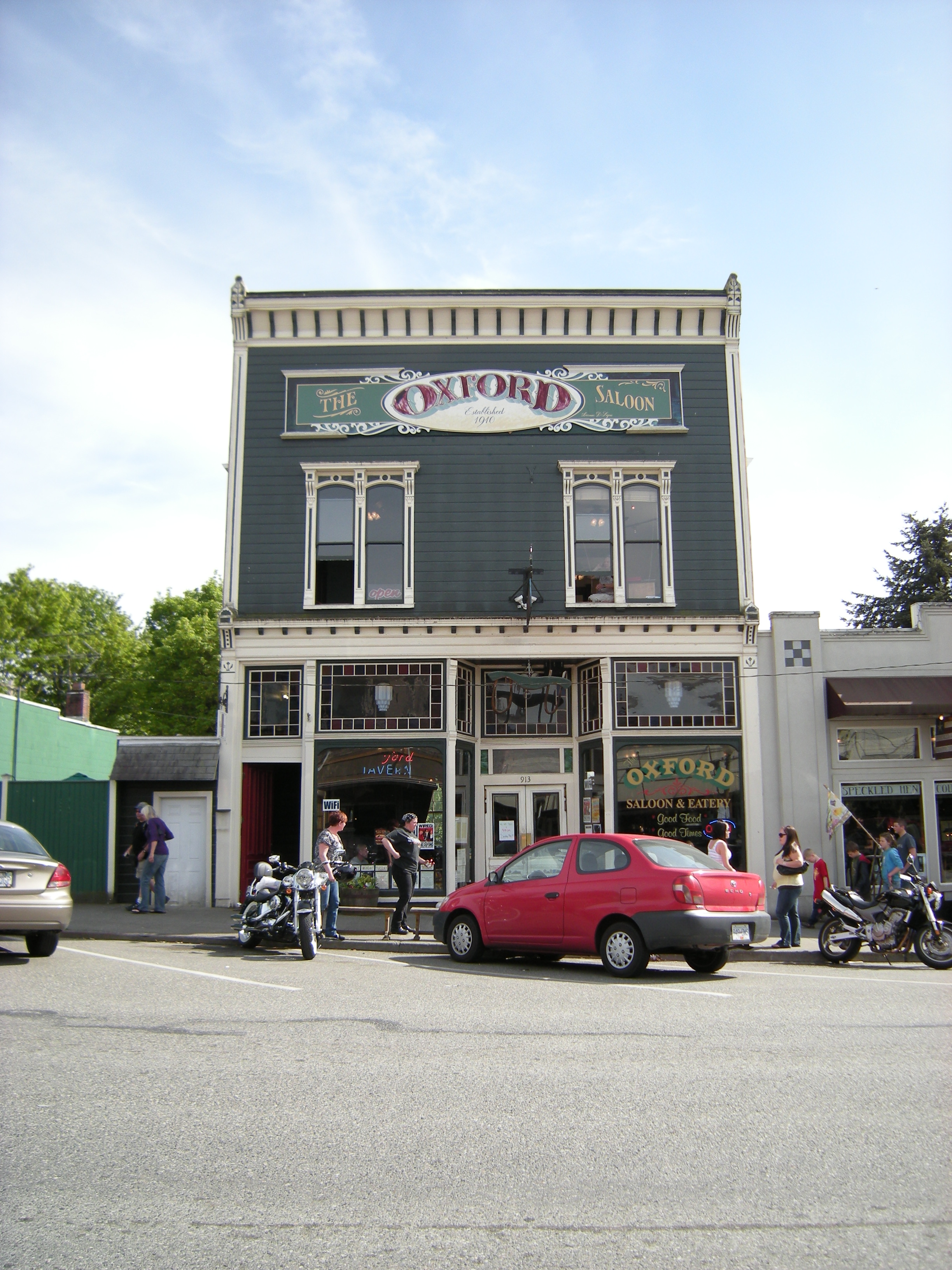
Oxford Saloon、ワシントン州スノホミッシュ（英語版）。1890年建築。
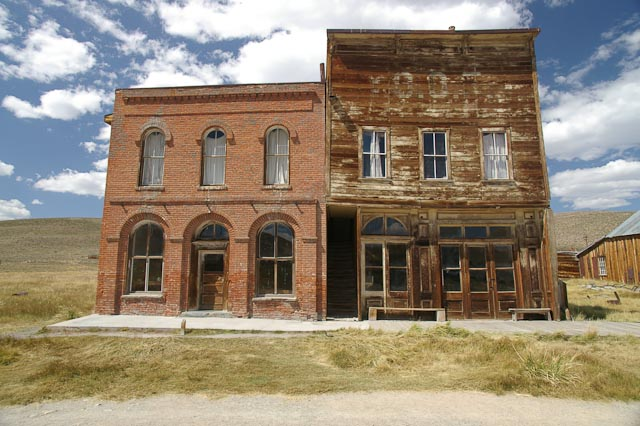
Bodie Saloon（左側の建物）、カリフォルニア州ボディ. 1892年頃建築。
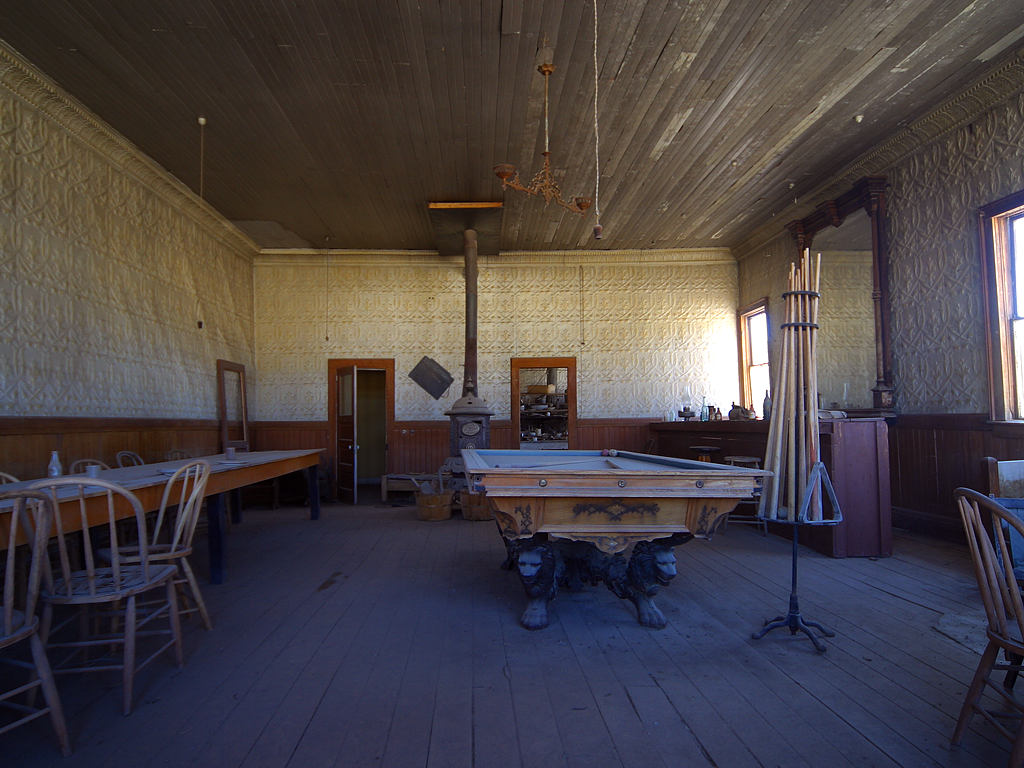
Bodie Saloonの店内。
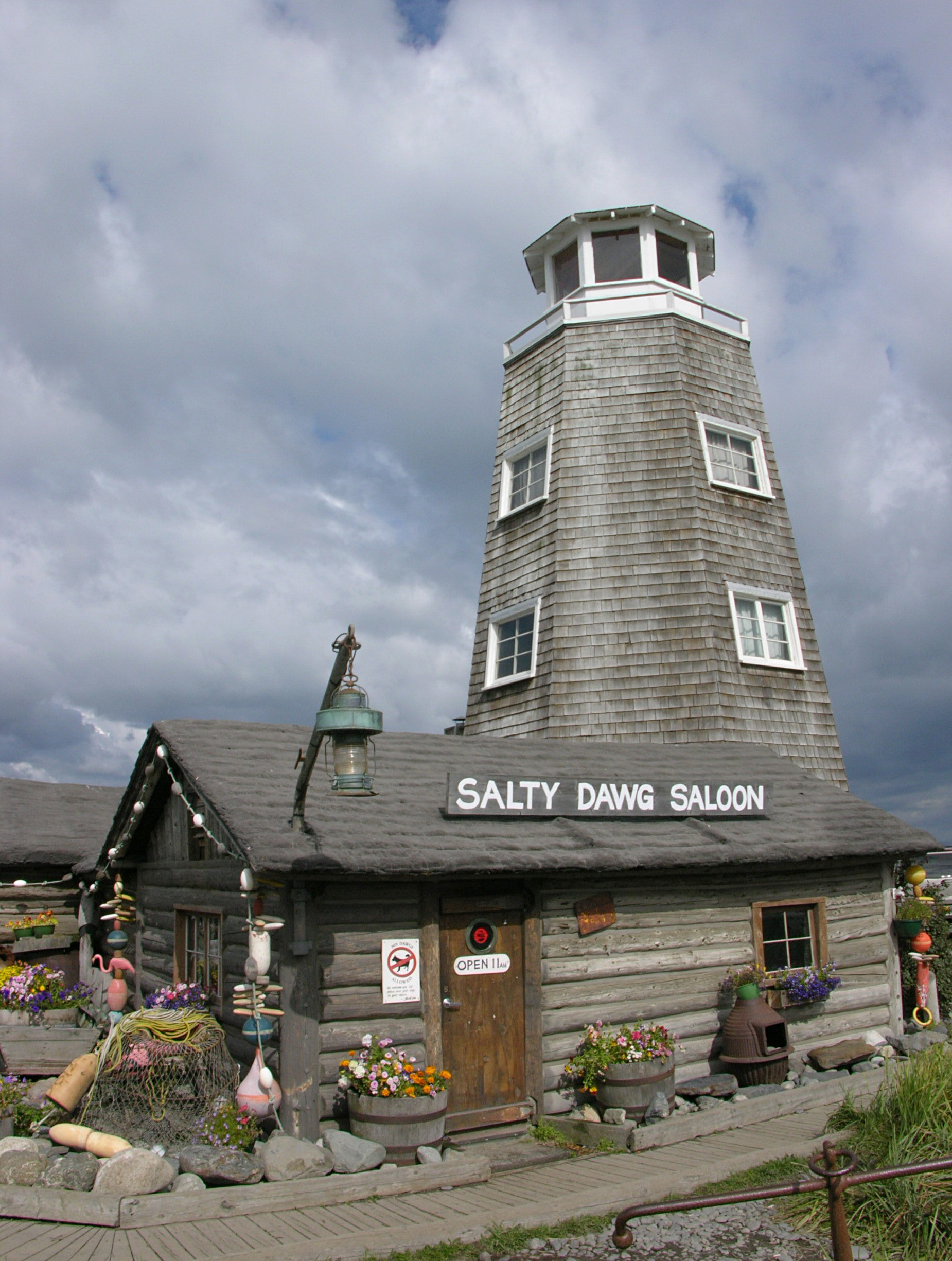
Salty Dawg Saloon、アラスカ州ホーマー。1897年建築。
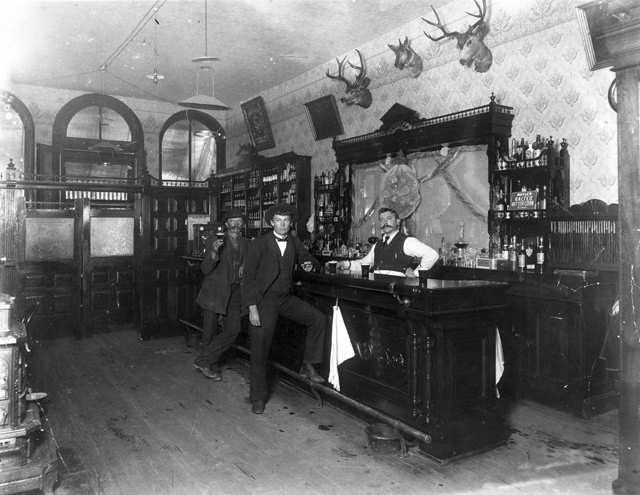
1897年のToll Gate Saloonの店内、コロラド州ブラックホーク（英語版）。
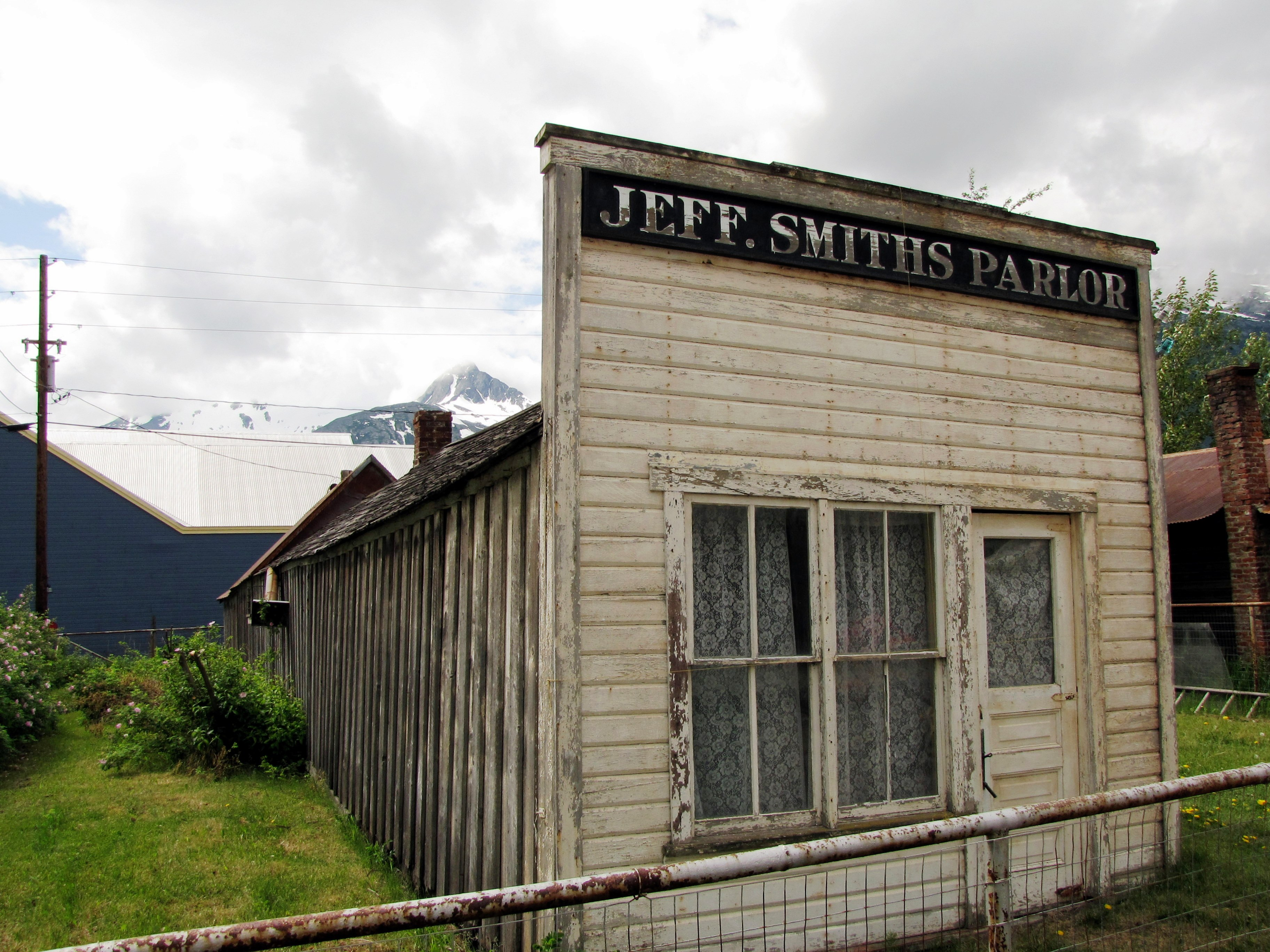
Jeff. Smith Parlor、アラスカ州スカグウェイ。1898年建築。
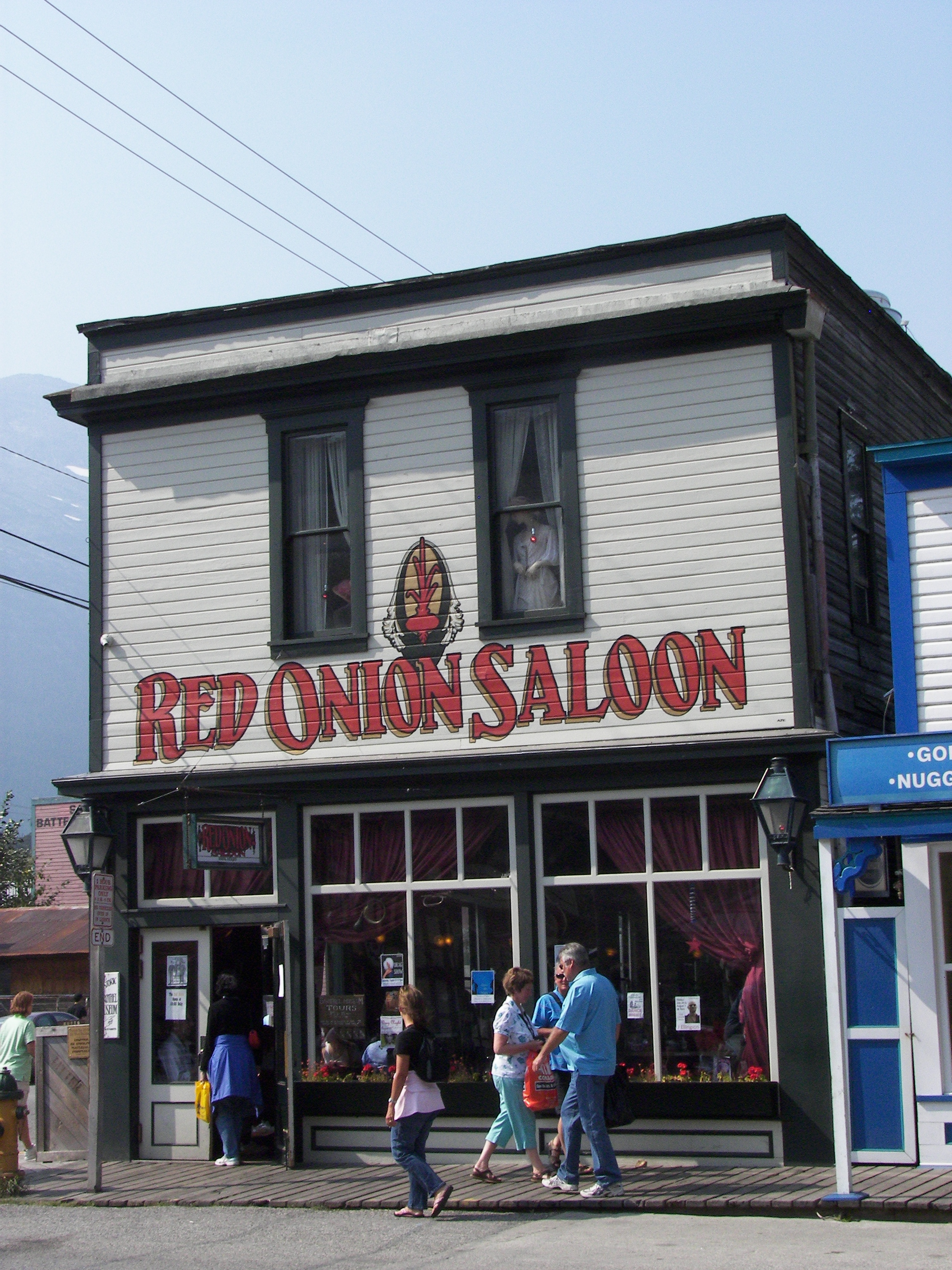
Red Onion Saloon、アラスカ州スカグウェイ。1898年建築。
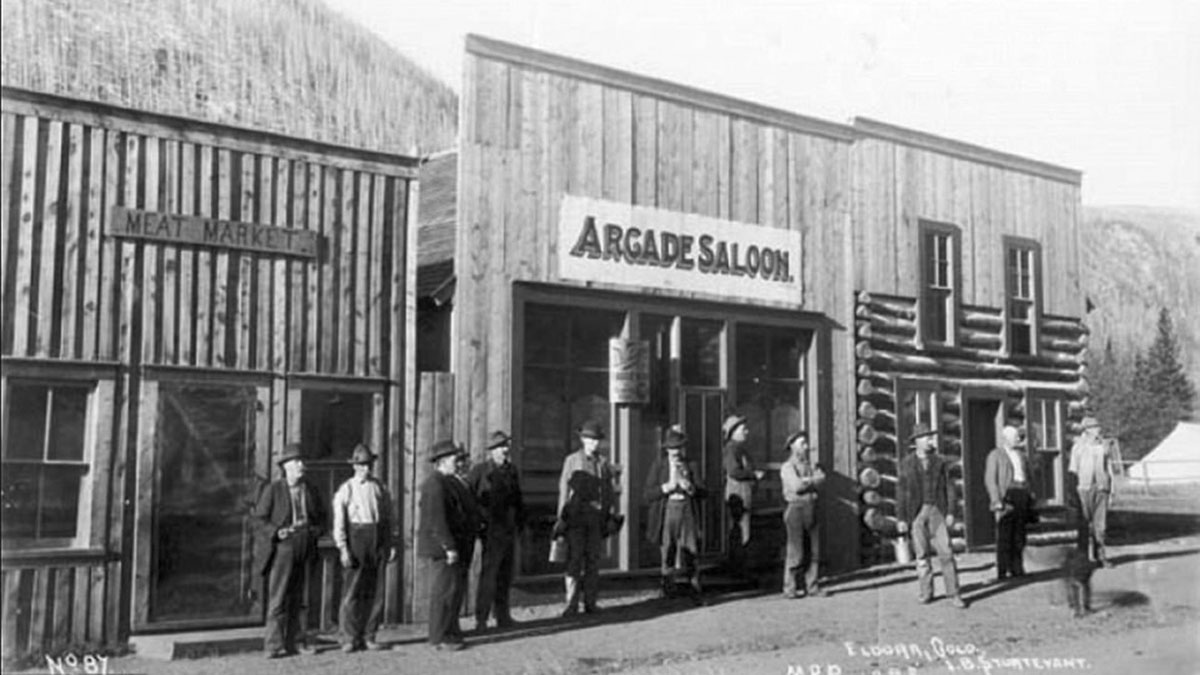
1898年のArcade Saloon、コロラド州エルドラ（英語版）。
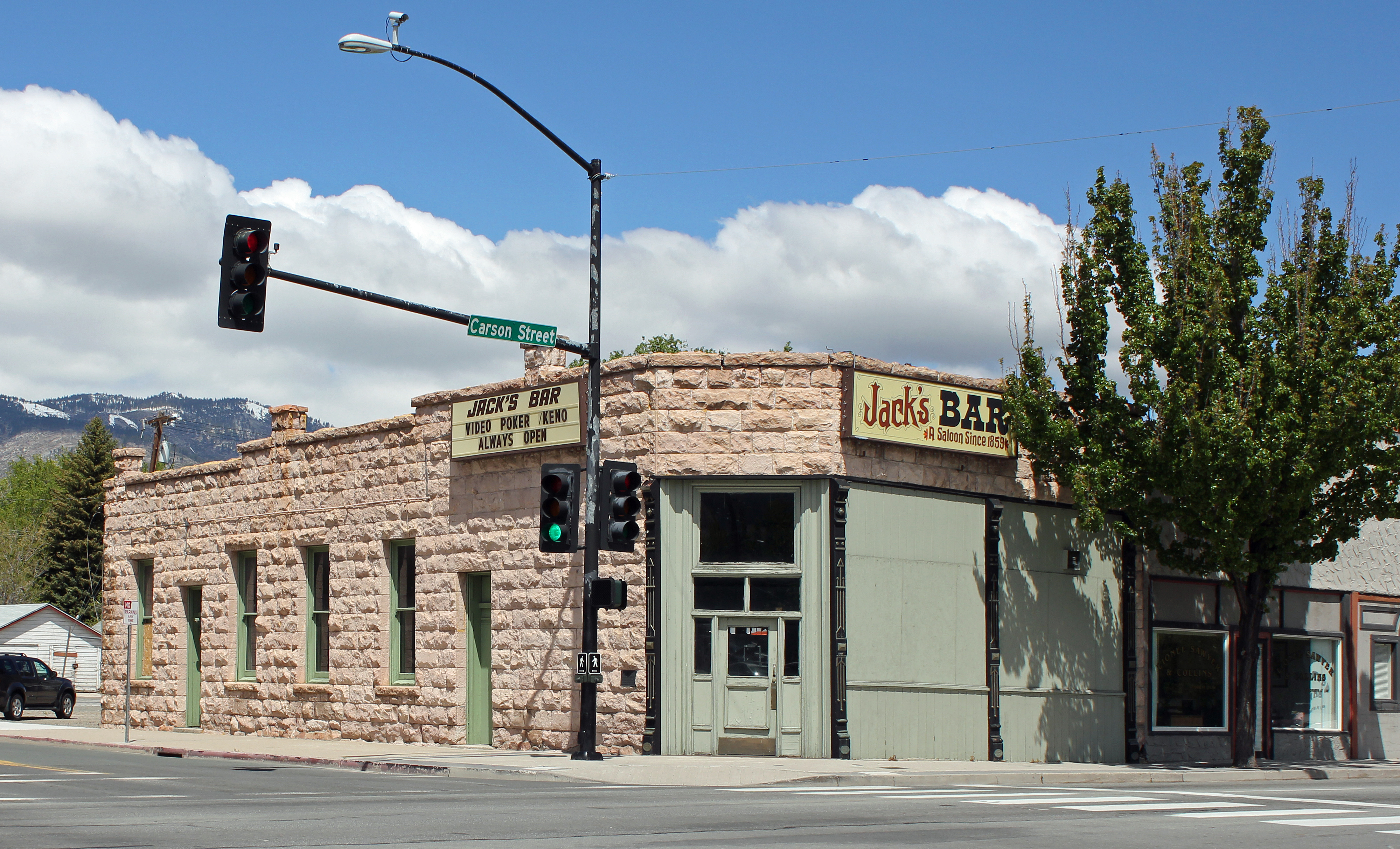
Jack's Bar、元・Bank Saloon、ネバダ州カーソンシティ。1899年建築。
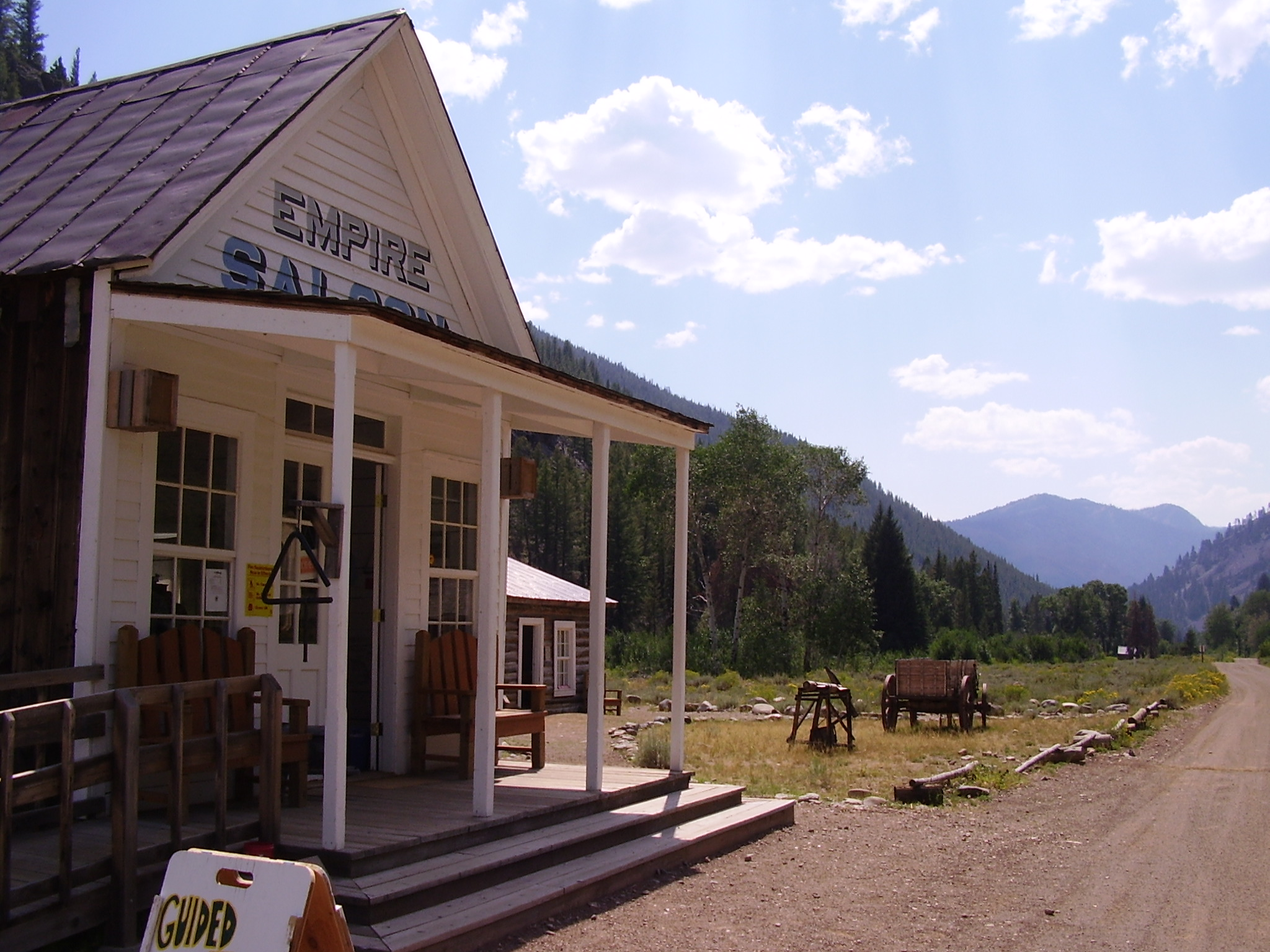
Empire Saloon、アイダホ州カスター（英語版）。1900年頃建築。
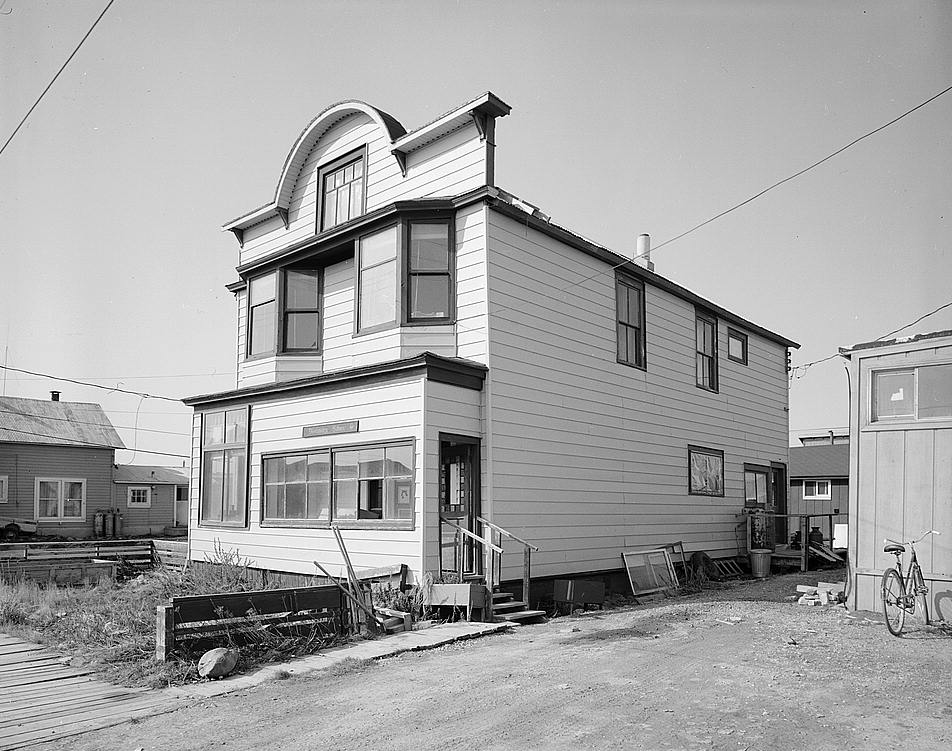
Discovery Saloon、アラスカ州ノーム。1901年建築。
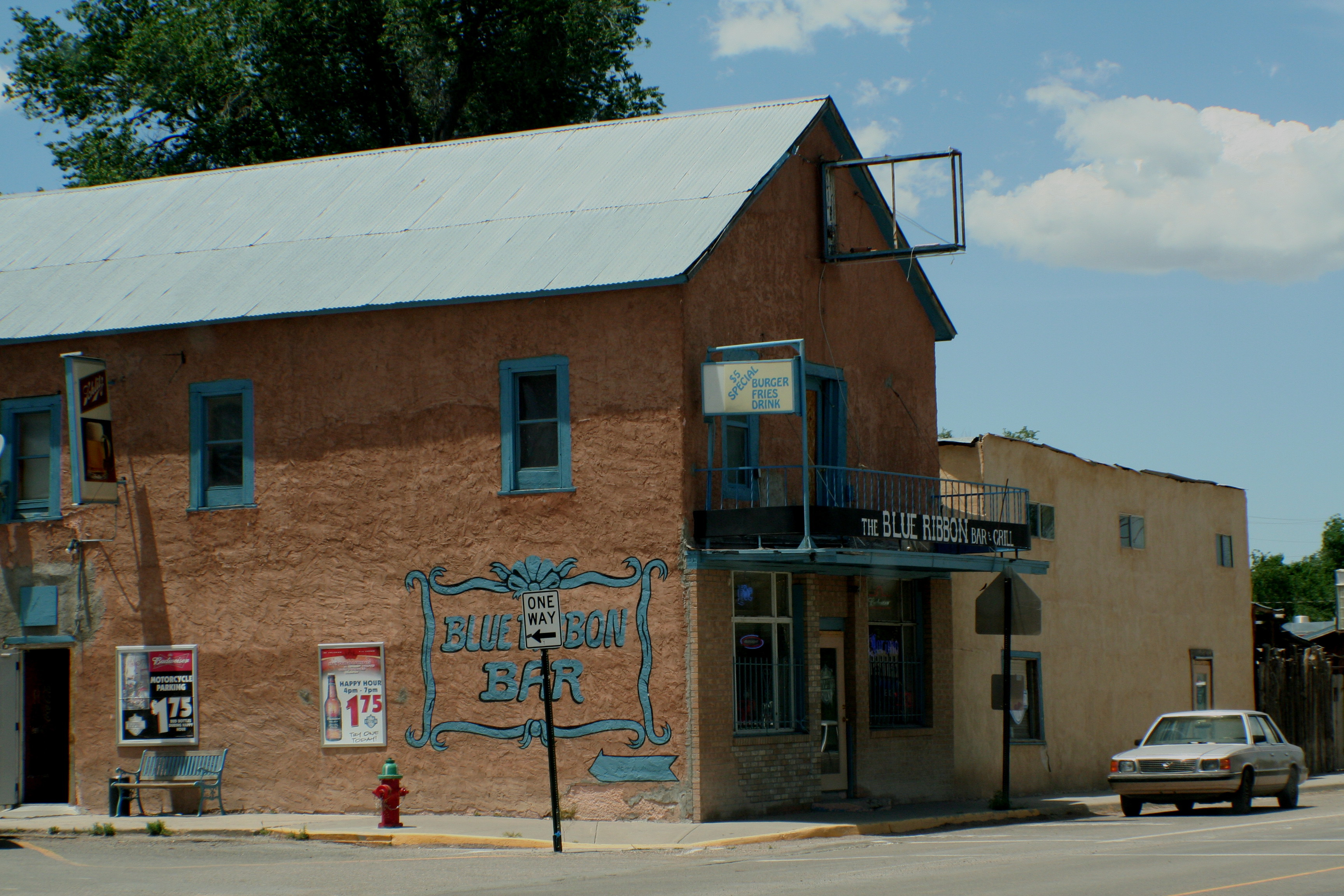
Blue Ribbon Bar & Grill、元・Estancia Saloon、ニューメキシコ州エスタンシア（英語版）。1903年建築。
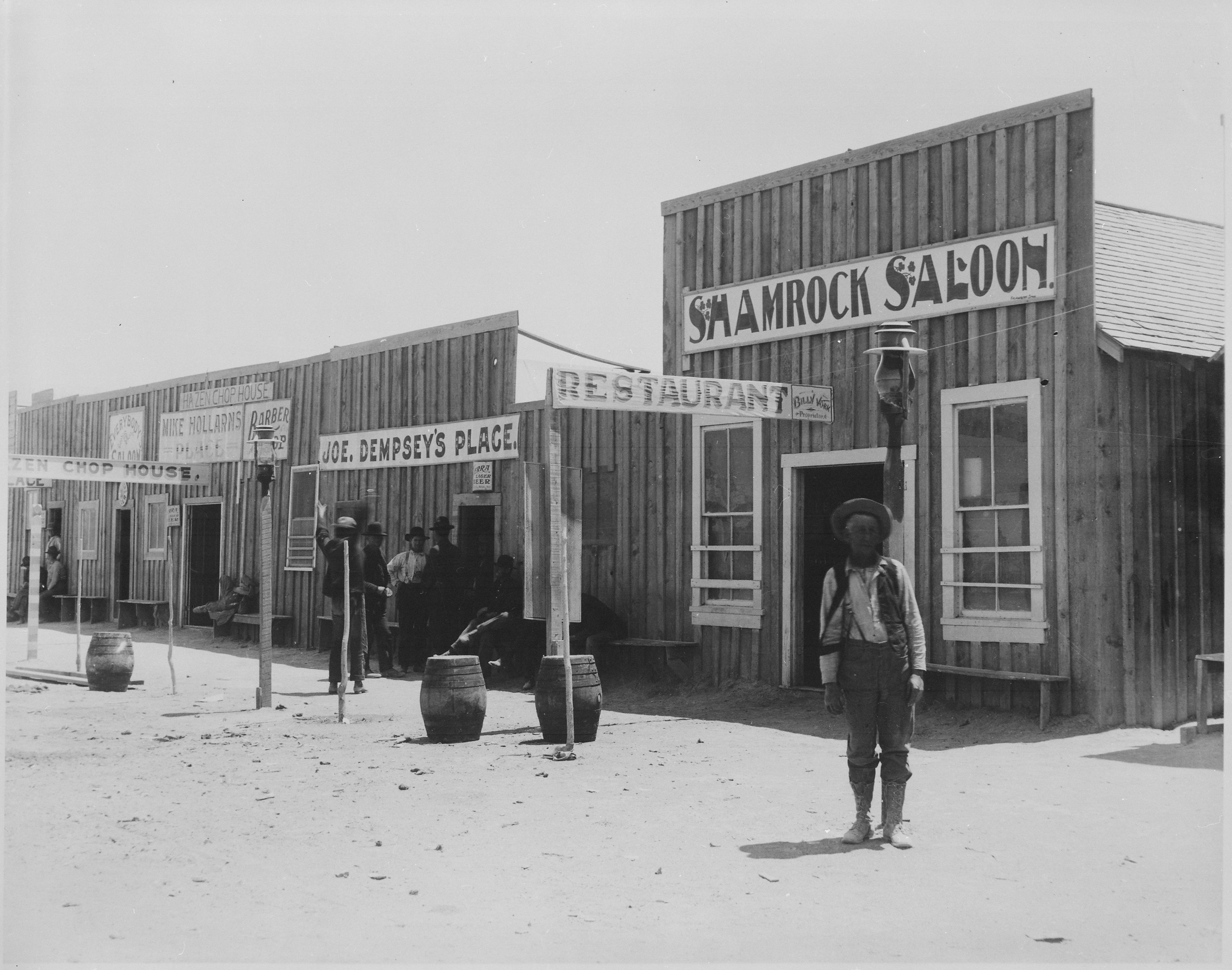
1905年のShamrock Saloon、ネバダ州ヘイズン（英語版）。
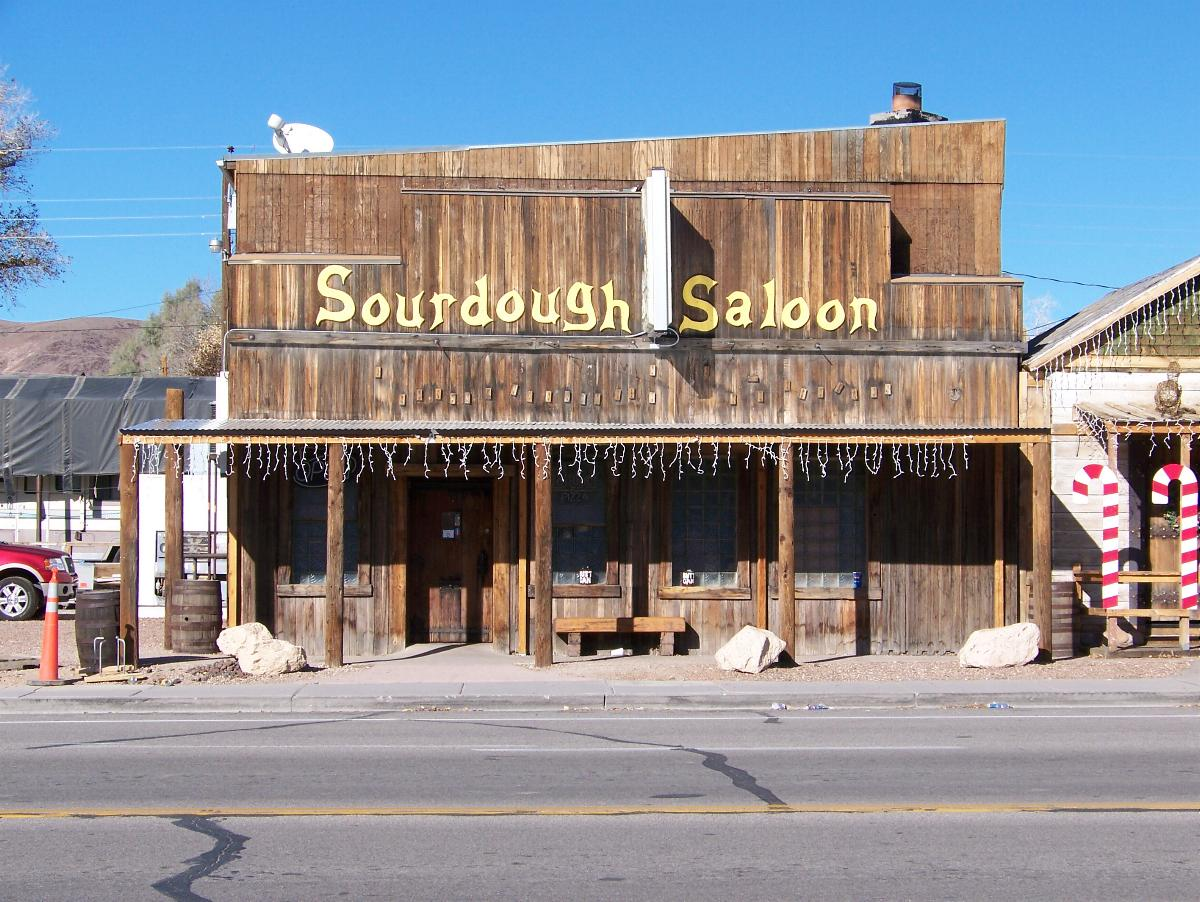
Sourdough Saloon、ネバダ州 ベイデー（英語版）。1905年頃建築。
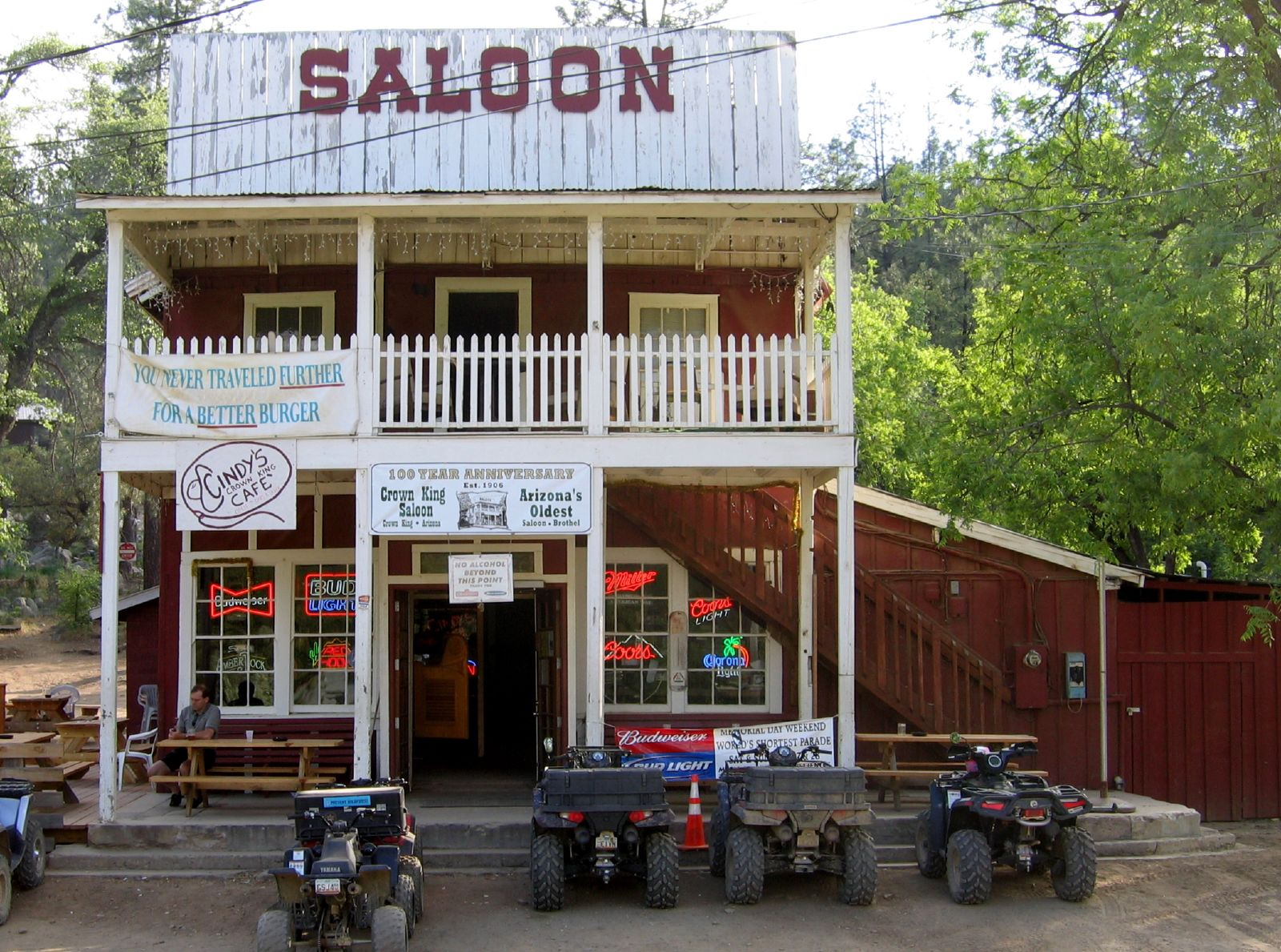
Crown King Saloon、アリゾナ州クラウンキング（英語版）。1906年建築。
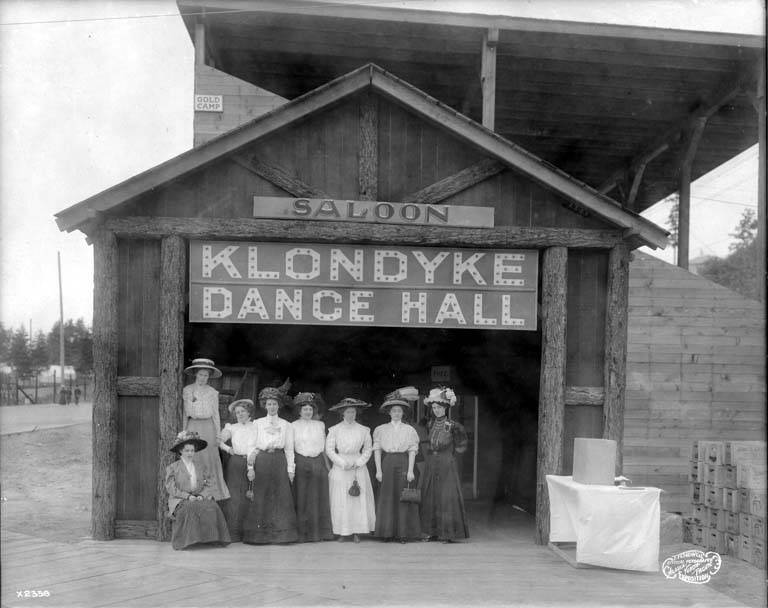
1909年のKlondike Dance Hall & Saloon、ワシントン州シアトル。
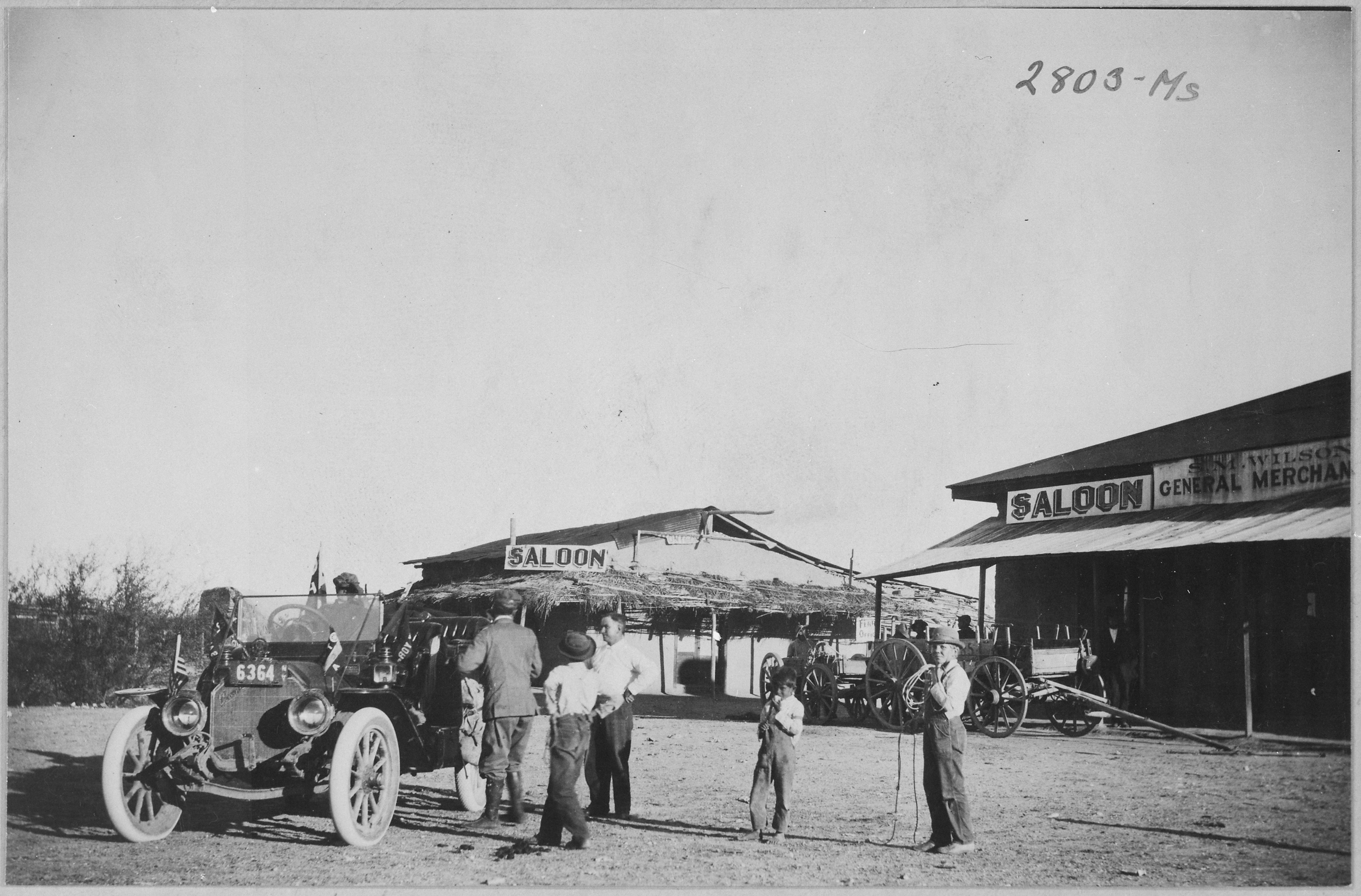
1911年、アリゾナ州エーレンバーグ（英語版）のサルーン。
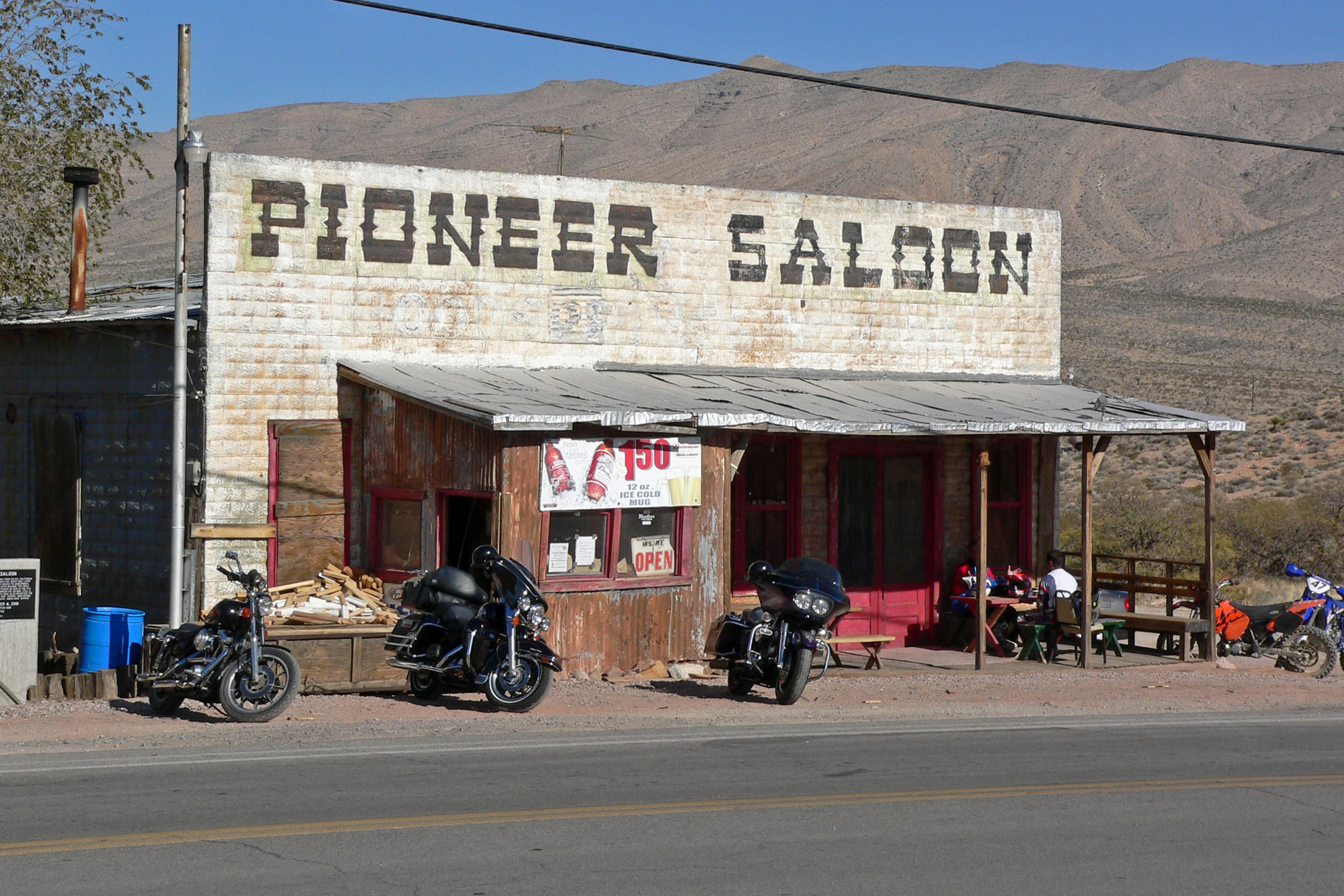
Pioneer Saloon、ネバダ州グッドスプリングス（英語版）。1913年建築。